# Budapest gyógyfürdői
Magyarország az előnyös balneológiai és geotermikus adottságainak köszönhetően termálvízekben bővelkedő ország. Japán, Izland, Olaszország és Franciaország után Magyarország a világ ötödik termálvíz nagyhatalma. Budapest a világ egyetlen gyógyfürdőkkel rendelkező fővárosa. A fővárosban körülbelül 80 geotermikus forrás fakad. A különleges összetételű fővárosi gyógyvízkincset hivatalosan nyolc fürdő intézmény hasznosítja, elsősorban gyógyászati, turisztikai és rekreációs célokra.
A gyógyfürdők többsége egyben műemlék és turisztikai látnivaló is.

## A budapesti fürdőkultúra története

### Római kor

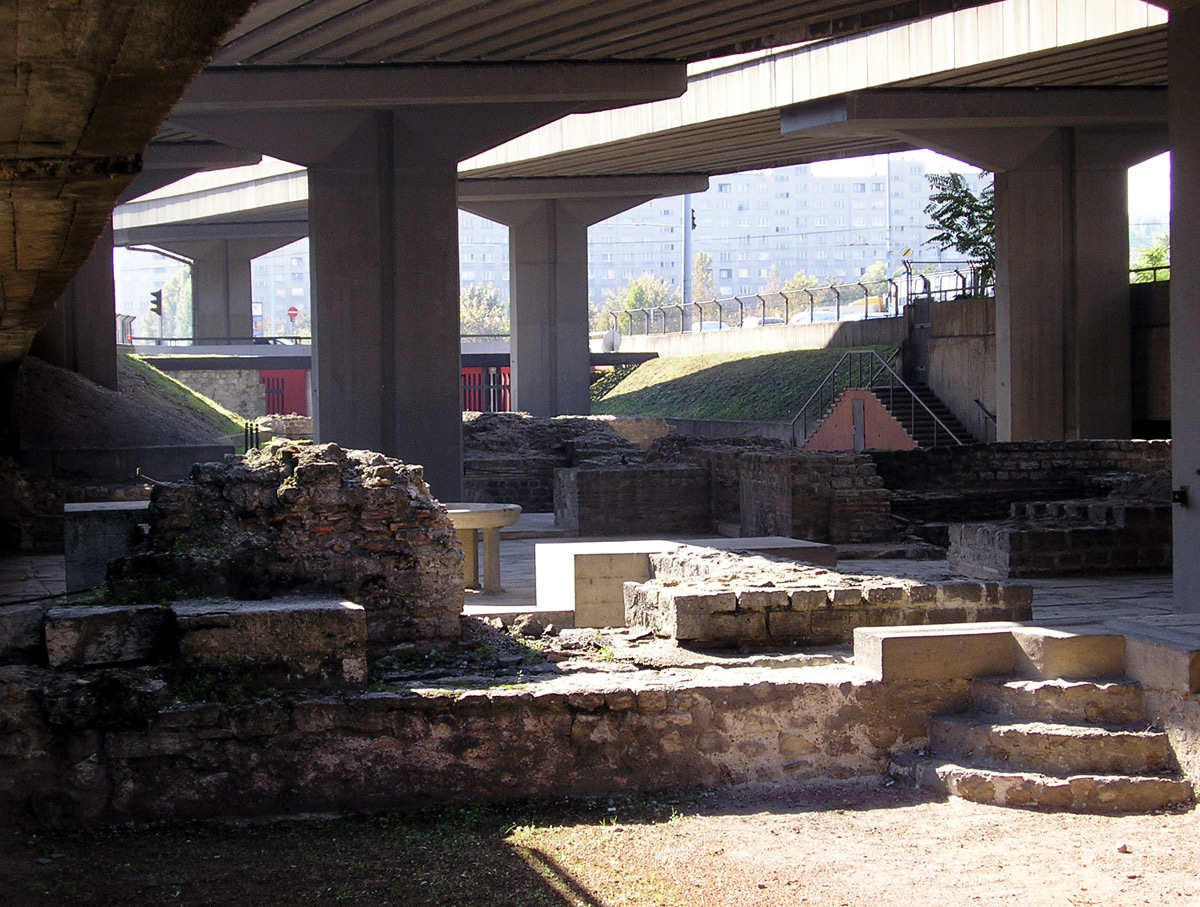
A Flórián téri Fürdőmúzeum

Pannónia aquincumi és a II. római légió táborhelyén fürdőépületeket, vízvezetékeket, csatornahálózatot, magán- és nyilvános fürdőket tártak fel. A budai fürdők első virágkorának tekinthető ez az időszak. Eddig összesen 18 fürdőt azonosítottak, melyek közfürdők, katonai fürdők, ill. magánfürdők voltak. Aquincum polgárvárosi nagy gőz- és kis közfürdője, valamint a Táborváros vízvezetékei a mai Római Strandfürdő területén lévő forrásokból nyerték vizüket. A római fürdők jellegzetes elemeit sikerült azonosítani az aquincumi feltárások során, amelyek a következők: apodyterium (fűtött öltöző), tepidarium (meleg vizes fürdő), caldarium (forró levegőjű és forró vizes fürdő), frigidarium (hideg vizes merülő medence). A Római Birodalom bukásával az aquincumi fürdők a római épületekkel együtt feledésbe merültek.

### Középkor
A honfoglalást követően, az első igazán jelentős emlék 1178-ból való, amikor már a mai Óbuda-Újlak (a mai Lukács- és Császár-fürdő) területén létezett a Felhévíz nevű település. Itt végezte betegápoló tevékenységét a Szent János-rend, akik a Gellért-hegy lábánál kórházat és fürdőt alapítottak. Kórházukat Árpád-házi Szent Erzsébetnek, II. Endre leányának tiszteletére nevezték el Szent Erzsébet ispotálynak. Ez a mai Gellért fürdő helyén volt. Zsigmond király idején a fürdőkultúra ismételt virágzásnak indult, mikor Buda királyi székhellyé vált. A német nyelvű Budai törvénykönyvben (Ofner Stadtrecht) külön fejezetet szenteltek a fürdőknek, a szabályozás részleteiről azonban nem maradt fent forrás. Mátyás korában már „királyi fürdőknek” hívták a fürdőházakat, mivel maga a király is rendszeresen látogatta őket. Bizonyítja ezt a várból a Rác gyógyfürdőhöz vezető fedett folyosó is. Galeotto Marzio beszámolója szerint a Mátyás udvarába messziről érkező vendégeket gőzfürdőbe hívták meg.
1536-ban Oláh Miklós esztergomi érsek beszámol arról, hogy a budai Felhévíz gödreiben felgyűlő meleg vízben a parasztok és szőlősgazdák rendszeresen fürdőt vettek. Ez a szokás a mai Lukács fürdő környékén évszázadokig fennmaradt, egészen a 19. századig. A fürdőkultúra a középkor második felében egész Európában hanyatlásnak indult, ugyanis a pestis járványok után elterjedt az a felfogás, hogy a betegséget a víz is közvetíti, ezért sorra bezárták a fürdőket.

### A török hódoltság kora

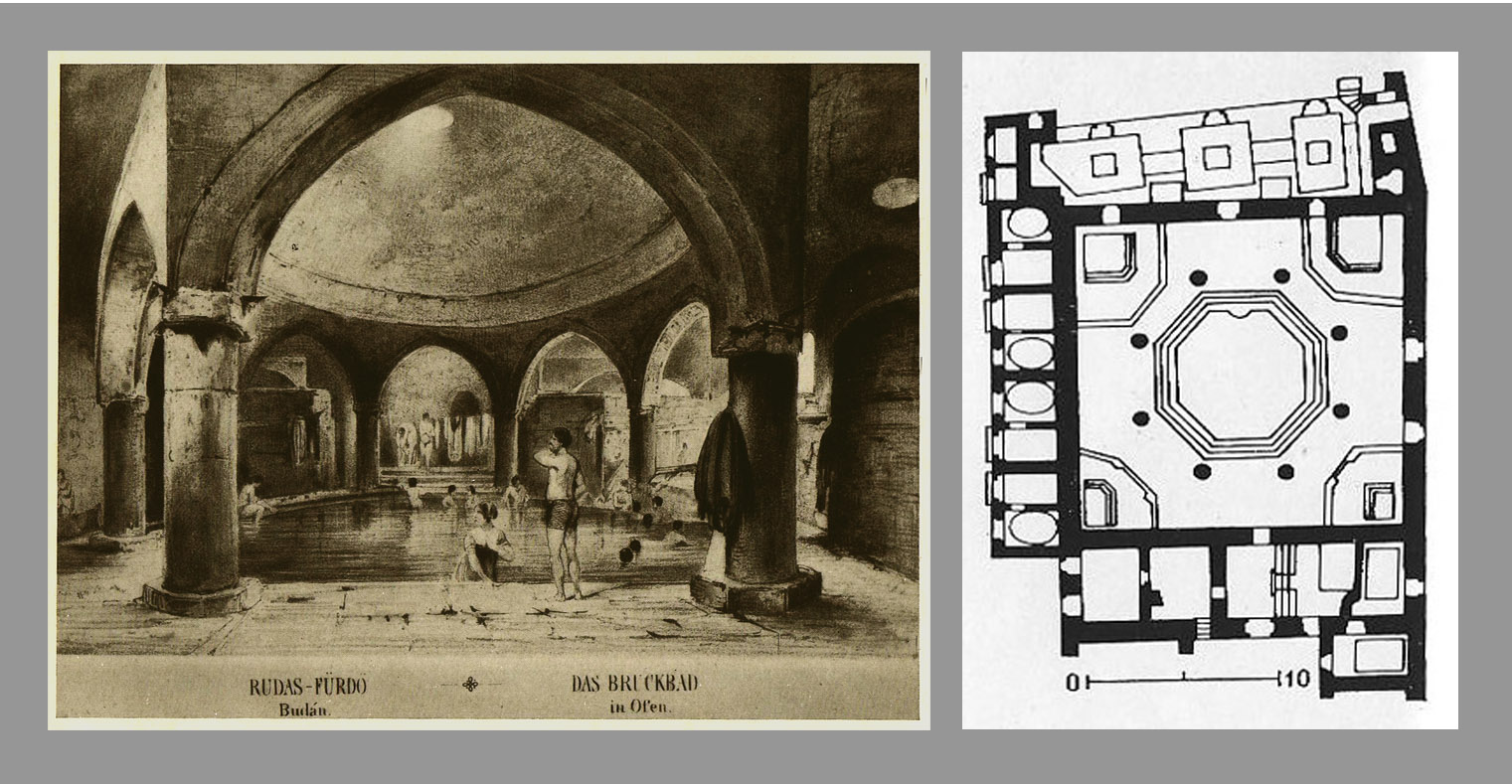
A Rudas fürdő egy 20. század eleji képeslapon

Budapest fürdőinek következő virágkora a török hódoltság 150 éves korszakához köthető. A gyógyvízforrásokra épített, merőben más és sajátos stílus a közösségi fürdőkultúrát testesítette meg. A Duna jobb oldalán több fürdőt létesítettek a törökök, ezek közül négy kiépített hévíz, kettő gőzfürdő, egy hammám, egy pedig a pasa fürdője volt. A korabeli leírások alapján 7-9 fürdő működött Budán a török hódoltság időszakában. A törökök kétféle fürdőt különböztettek meg, a gőzfürdőt (ez minden esetben épített, fűthető létesítmény), valamint a termálfürdőt. Az épített fürdőt hammámnak hívták, ezek művészi kivitelezésű és díszítésű fürdők voltak, melyeket vallási okokból a források fölé építették, ugyanis az iszlám vallás szerint a testi tisztálkodásra csak a folyóvíz alkalmas, az állóvíz nem. A kaplidzsa, ilidzsa vagy germáb elnevezésű fürdők jelölhettek természetesen feltörő hévizet, elkerített, de nyitott fürdőhelyet, de akár klasszikus épített törökfürdőt is.
Ebből az időből maradt ránk a Rudas-fürdő (egykori török nevén a „Zöldoszlopos”) és a Király gyógyfürdő törökfürdője, illetve a Rác fürdő kupolás medencéi, valamint a korszak legjelentősebb törökfürdője, a feltehetően Szokoli Musztafa által építtetett Veli bég fürdő, mely ma az Irgalmasok Veli bej fürdője néven működik.
Egy angol utazó a következőképpen számol be a török által emelt budai fürdőkről (1669-70): „Fürdők is akadnak szép számmal, több alkalommal meg is fürödtem bennük. Legszebbnek Veli bej fürdőjét találtam, amely szép külsejét nagy részben Szolimának köszönheti. Mind a négy sarkán kupola, közepén pedig egy lenyűgöző szép ötödik, melyet tizenkét magas oszlop tart. (…) A városon kívül, a Konstantinápolyba vezető út kapuja előtt láttam egy kutat, amelynek vize forró, a fenekén mégis halak úszkáltak. Az ember az hihette volna, hogy ezeket főtt állapotban lehet csak kihalászni.”
- Lásd még: Török kori fürdők, Törökfürdő

### A 18. és 19. század

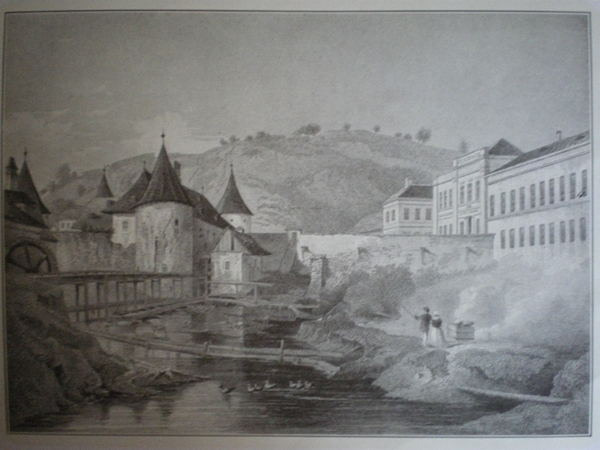
A mai Lukács fürdő helyén álló Császármalom (balra), valamint a Császárfürdő (jobbra)

A török uralom végével a fürdők dicsfénye megfakult, állapotuk romlásnak indult. A 18. század elején születtek az első olyan tanulmányok, melyek a budai hévforrások és azok egészségre gyakorolt hatását fejtegették. 1721-ben jelenik meg a hazai balneológia jelentős műve, Stockert Lőrinc Thermographia Budensis című műve, amely nemcsak tudományos munka, hanem a budai fürdőket népszerűsítő kiadvány is volt. Mária Terézia 1762-es rendelete alapján került sor az ásványvizek, „a kincstár terhére végzendő analizálására és jegyzékbe foglalására”. A budai fürdők harmadik nagy korszaka a felvilágosodás korában kezdődött. Fürdők a 19. század első felében is működtek Budán, ekkoriban elsősorban tisztálkodási és szórakozási szempontból értékelték ezeket az intézményeket, de tisztában voltak a fürdők gyógyhatásával is. A budapesti fürdőkultúrában ebben az időszakban a tisztálkodási szolgáltatások nem vállnak el a gyógyfürdő kultúrától, az egyes intézmények a tisztasági fürdők mellett testápolást, orvosi szolgáltatásokat (pl. köpölyözés) is kínáltak. Ebben az időszakban a gőzfürdőket "orosz gőzfürdőnek" nevezik, ugyanis az orosz népi fürdőzés elemeit vették át a budapesti fürdők. A nők és férfiak együtt használták a gőzfürdőt, nyírfavesszővel csapkodták egymást, majd testüket hideg vízben hirtelen lehűtötték.
1810-ben Vlagyimir Bronyevszkij orosz tengerésztiszt a következőket írja a budai fürdőkről: „A budai forró ásványvizes fürdőknek különleges gyógyhatást tulajdonítanak. (…) A keleti ízléssel berendezett fürdők egyedüli emlékei a török uralomnak, mostanában azonban nem működnek. Helyettük hosszú tetszetős faépület szolgál a fürdőnek, sok apró kabinnal. (…) A fürdőtermeket rendesen karbantartják, a medencék vize tiszta, és külön csapon át az ásványvízforrásból és a Dunából táplálkozik. (…) A kormányzat a fürdőt bérbe adta azzal a kikötéssel, hogy minden fürdőzőtől óránként egy forintot (hatvan kopek) kap a fürdő használatáért. A fürdő olyannyira divatos, hogy reggelenként ide siet a legjobb társaság. ”
A kortársak véleménye megoszlott a fürdőkről: Vlagyimir Bronyevszkijvel szemben két évtizeddel később, Pirch kapitány azt írta a Rudas fürdő közös medencéjéről, hogy az „utálatos látvány nyújtott”. Helmuth Moltke porosz katonatiszt miután megtekintette a Rudas közös medencéjét 1835-ben, külön fürdőt nyittatott, amit rendkívül kényelmesnek talált.
Franz Schmas 1822-ben írt német nyelvű monográfiájában a budai fürdők pontos leírását adja (Blocksbad: a németek a Gellérthegyet Blocksbergnek hívták, ez a fürdő a mai Gellért helyén álló Sárosfürdő, Neu- oder Raitzenbad: Rácfürdő, Kaiserbad: Császárfürdő). Schmas Pesten egyetlen fürdőt említ, a korabeli viszonyokhoz képest drágának számító dr. Rumbach-féle vasfürdőt (németül Eisenbad).
Patacsich József 1831-es „Szabad királyi Pest városának leírás” című művében további fürdőket is említ: Duna Fürdő (a későbbi Diána fürdő), az említett Rumbach-féle fürdő, valamint egy terézvárosi és egy városligeti fürdőt is.
1812-ben, Kitaibel Pál javaslatára kezdték összegyűjteni a hévforrások gyógyerejéről szóló adatokat, melyből Magyarország első hidrográfiája is elkészült. Az orvostudományok, a balneológia, és a mélykúti fúrási technika vívmányai új lökést adtak a fejlődéshez. Ismertté vált Magyarországon az északi fürdőkultúra is, amely főleg hőhatásokon alapult – ilyen volt a szauna, a hőlég- és gőzkamrák, a hidegvizes medencék.

### A 19. század második felétől napjainkig

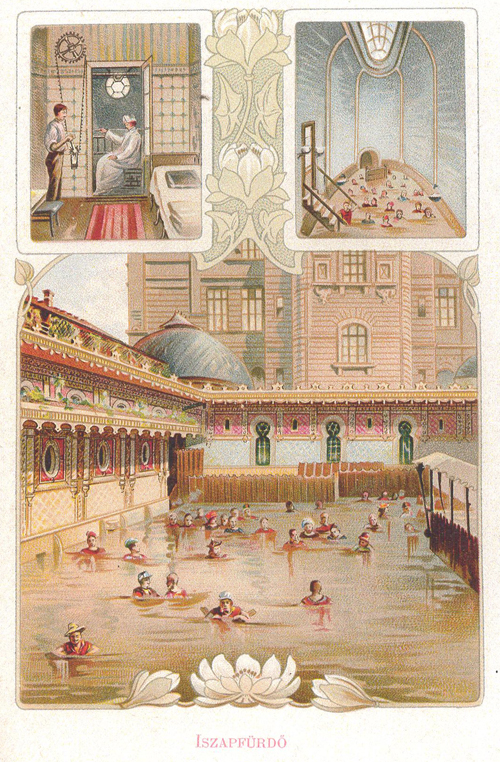
A Lukács fürdő iszapfürdője a 19. században

A budapesti fürdőkultúra újabb fellendülése a 19. század második felére tehető. Ez Than Károly kémiatanár elméleti munkásságának, Zsigmondy Vilmos artézi kútfúrásainak, Chyzer Kornél és Boleman István balneológiai munkásságának köszönhető. 1867-ben a technikai haladásnak volt köszönhető a Zsigmondy Vilmos által fúrt I. margitszigeti kút, mely Budapest első melegvízű artézi kútja lett. Ezt követte a Városligetben, a mai Hősök tere alatt található I. számú kút kifúrása, melynek munkálatait 1868-ban kezdték és 1878-ban fejezték be. Számos fürdő megújult és újjáépült, így a Császár- majd később a Lukács-fürdő is. Megépült a margitszigeti Szent Margit Gyógyfürdő, elkészült a Rudas-fürdő uszodája. 1891-ben megalakult az Országos Balneológiai Egyesület, amelynek tagjai között számos neves szakember volt. Céljak között szerepelt, hogy széles körben megismertessék és népszerűsítsék a hazai fürdőket és vizeket, hogy gyarapítsák a balneológiai- és orvostudományi ismereteket.
1922-ben megalakult a Budapest Fürdőváros Egyesület, 1928-ban a főváros elhatározza, hogy a Rudas, Széchenyi és Gellért fürdők üzemeltetését egységesíti. Egy évvel később a Rudas és a Gellért valóban közös fővárosi igazgatás alá került. 1934-ben megvásárolta Budapest az akkori Szent Imre (későbbi Rác) fürdőt.
1934-ben alakították meg a Budapesti Központi Gyógy- és Üdülőhelyi Bizottságot. 1934-ben Budapest megkapta a „Fürdőváros” címet, majd ezt követően 1937-ben (a Budapest Fürdőváros Egyesület kezdeményezésével) került sor az első Nemzetközi Fürdőváros Kongresszus megrendezésére, melyre 30 országból 342 külföldi vendég érkezett.
1949-ben megalakult a Fővárosi Gyógyfürdők és Gyógyforrások Községi Vállalata, kezelésbe kerültek az államosított magánfürdők. A vállalat 1957-től Fővárosi Fürdőigazgatóság néven folytatja tevékenységét, amely magába foglalja a főváros tulajdonában lévő fürdők és gyógyfürdők üzemeltetését, a források fenntartását és hasznosítását. A budapesti fürdők és gyógyfürdők forgalma 1988-ban közel 7,9 millió volt, 1990-re visszaesett 6,8 millióra.
A rendszerváltozás után számos budapesti gyógyfürdő rekonstrukciója megkezdődött: 1997-ben indult meg a Széchenyi Gyógyfürdő rekonstrukciója, 1999-ben több szakaszban megkezdődött a Lukács fürdő felújítása, 2007-től a Gellért műemléki felújítása zajlott. A felújítási munkálatok keretében az európai uniós normáknak megfelelően a budapesti fürdők és gyógyfürdők úszómedencéit szűrő-forgató berendezésekkel látták el.

## Budapest történelmi gyógyfürdői
Gellért Gyógyfürdő

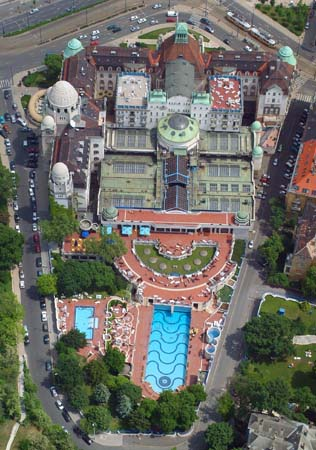
A Gellért gyógyfürdő

A mai Gellért gyógyfürdő helyén a Sáros-fürdő állt, mely évszázadokon át az egyszerű emberek fürdője volt. A Sáros fürdőt 1917-ben lebontották, helyére a Gellért szálló és gyógyfürdő épült. A Gellért fürdőben 1927-ben nyílt meg a hullám strandfürdő, majd 1934-ben a pezsgő fürdő. A világháborúban a fürdő női részlege súlyosan megsérült, az épület komplex felújítása 2007-ben kezdődött meg. A Gellért mai napig Budapest legszebb fürdője, a magyarországi szecesszió kiemelkedő alkotása.
Szent Lukács gyógyfürdő

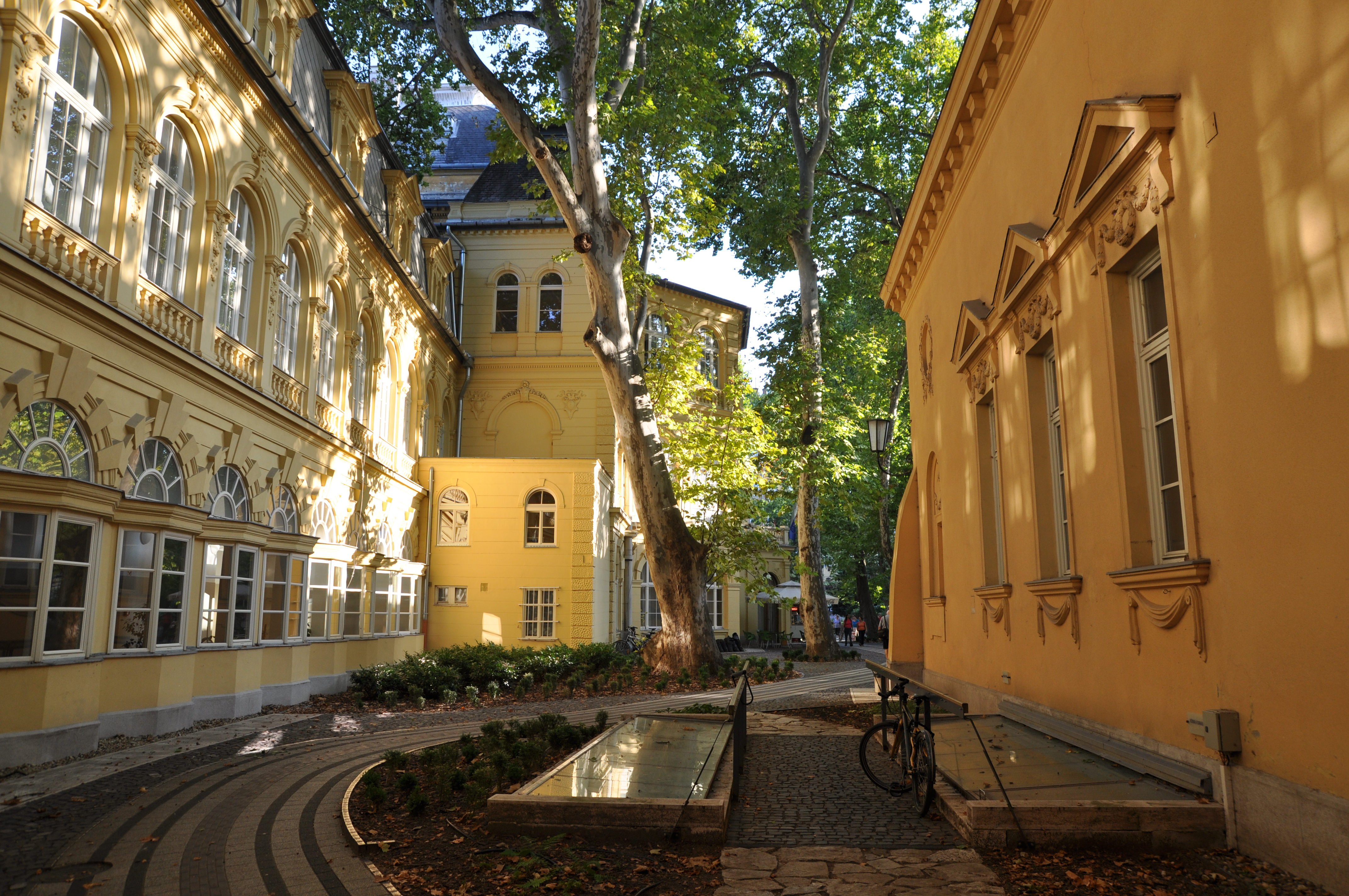
A Lukács fürdő

A mai Szent Lukács gyógyfürdő (amelynek tőszomszédságában a Császár fürdő található) területén a hőforrások energiáját eredetileg lőporgyártásra és gabonaőrlésre használták. A fürdő kiépítése 1857-től kezdődött meg, 1894-ben építették fel a gyógyszállót, iszapfürdőt, népgyógyfürdőt, a népgyógyászati osztályokat és uszodákat. Az épület mai formáját 1921-ben nyeri el, 1937-ben az épületegyüttes egy ivócsarnokkal bővül. 1979-ben itt nyílik meg az első magyarországi komplex gyógyfürdőellátást biztosító részleg. Az épület átfogó rekonstrukciójára 1999-től kezdve kerül sor.
Széchenyi Gyógyfürdő

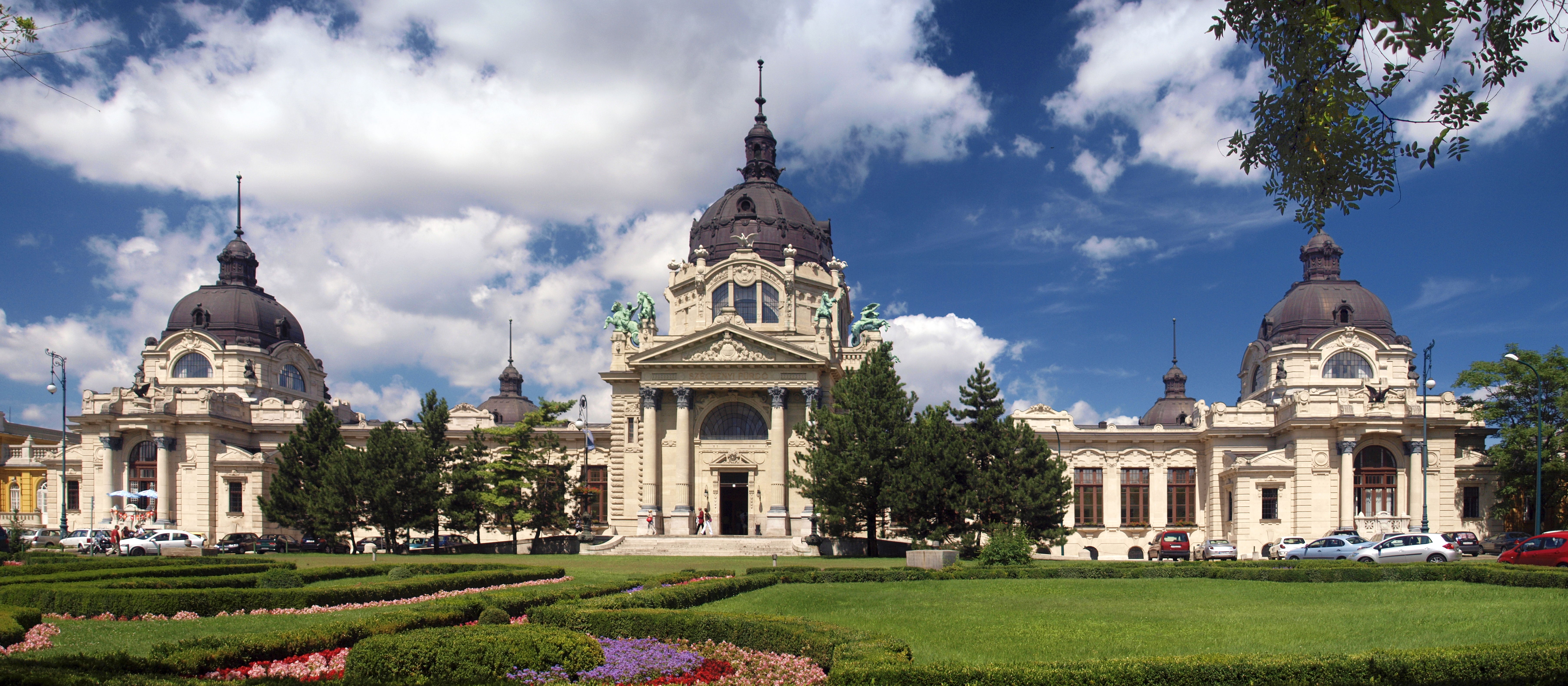
A Széchenyi gyógyfürdő főbejárata

A Széchenyi fürdő területén Zsigmondy Vilmos bányamérnök a 19. század hetvenes éveiben kútfúrási munkálatokba kezdett. 1878-ban siker koronázta a vállalkozást és 970 méter mélységben gyógyvizet találtak. A Széchenyi Fürdőt 1913-ban Czigler György tervei alapján építették fel. A fürdő 1927-ben női és férfi népfürdőosztállyal és strandfürdővel bővült (utóbbi a fürdő Francsek-szárnya), 1936-ban egy újabb kút fúrásba kezdtek a megnövekedett termálvíz-igény fedezésre. A II. világháborúban kisebb sérülésekkel vészelte át. 1949-ben új társas iszaposztályt létesítettek, 1950-től ugyanitt bevezették a nőgyógyászati iszapkezeléseket is. 1952-ben került sor a fiziko- és elektroterápiás kezelések, valamint a sós kádfürdő bevezetésére. 1981-ben a férfi néposztály működése leállt és helyén társas, fürdőruhás gyógyfürdő osztályt létesítettek. A következő évben a női néposztály helyén megkezdődött a nappali kórház kialakítása, mely egy komplex fizikoterápiás részlegként működik. A fürdő komplex felújítási munkálatai 1997-ben kezdődtek meg.
Király Gyógyfürdő

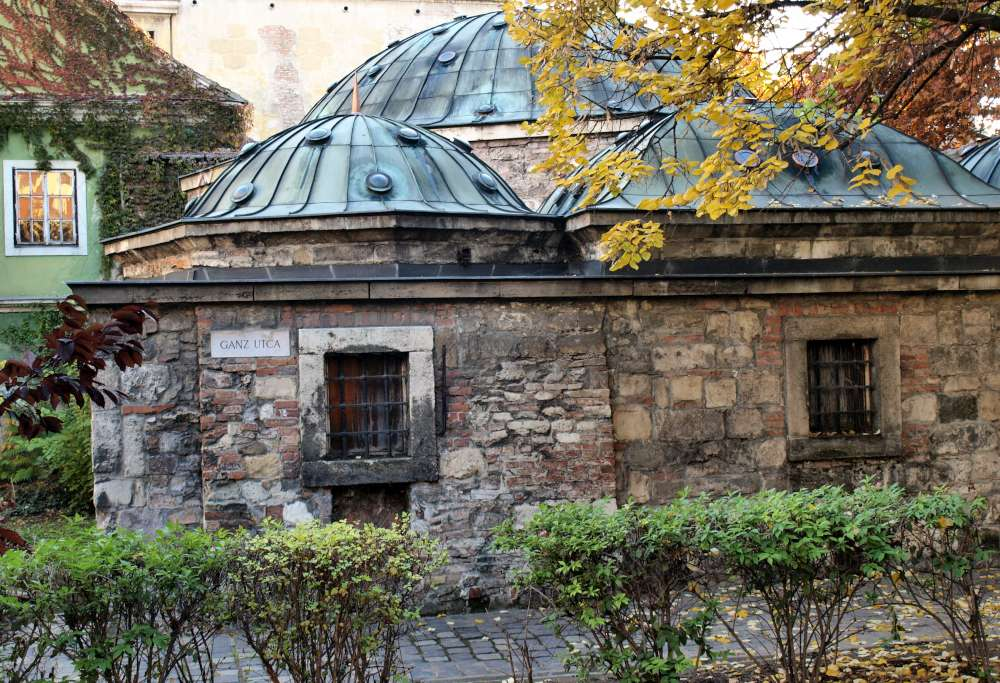
A Király gyógyfürdő épületrészlete

A fürdőt eredetileg Arszlán budai pasa kezdte építeni, majd Szokullu Musztafa budai beglerbég fejezte be. A fürdő sem építése idején, sem ma nem rendelkezik önálló termálvíz-bázissal. Ennek oka, hogy a törökök ezt a fürdőt azért létesítették, hogy ostrom idején is biztosítva legyen a fürdési lehetőség a várfalon belül. A Király fürdő épülete jelenlegi formáját a 18. században nyerte el. A második világháború során az épület megsérül, teljes felújítására 1950-ben került sor.
Veli bej gyógyfürdő
Az Irgalmasok Veli Bej Fürdője Budapest egyetlen koedukált török fürdője, amely ideális kombinációja a kellemesen fürdőzve gyógyulásnak.
A gyönyörűen felújított török fürdő öt különböző vízhőmérsékletű török medencéje mellett egy vadonatúj wellness részleg áll a vendégek rendelkezésére jakuzzival, két gőzkamrával, finn és infraszaunával, masszázszuhanyokkal, jégkészítő géppel, hydroxeur- és tangentorkáddal, Kneipp-sétálóval, úszómedencével és masszázzsal.
Rudas gyógyfürdő

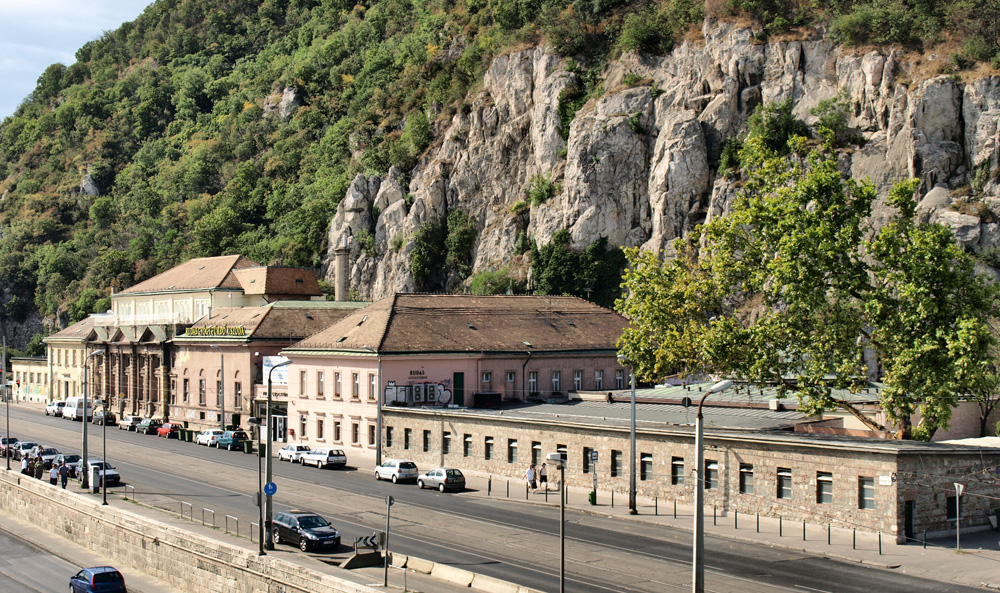
A Rudas gyógyfürdő

Már a középkorban is üzemelt a mai Rudas helyén egy fürdő, Szokollu Musztafa budai beglerbég ezt 1571-72-ben átépíttette. Buda felszabadítás utáni évszázadokban a fürdőt fokozatosan bővítették, átépítették. 1896-ban nyitották meg az uszoda-csarnokot, 1928-ban hivatalosan is gyógyfürdővé nyilvánították. A Rudast 1936-tól csak férfiak látogathatták, 2005-ben – miután befejeződött a fürdő felújítása – bevezették a külön női napot, valamint koedukált fürdési napokat.
Rác gyógyfürdő

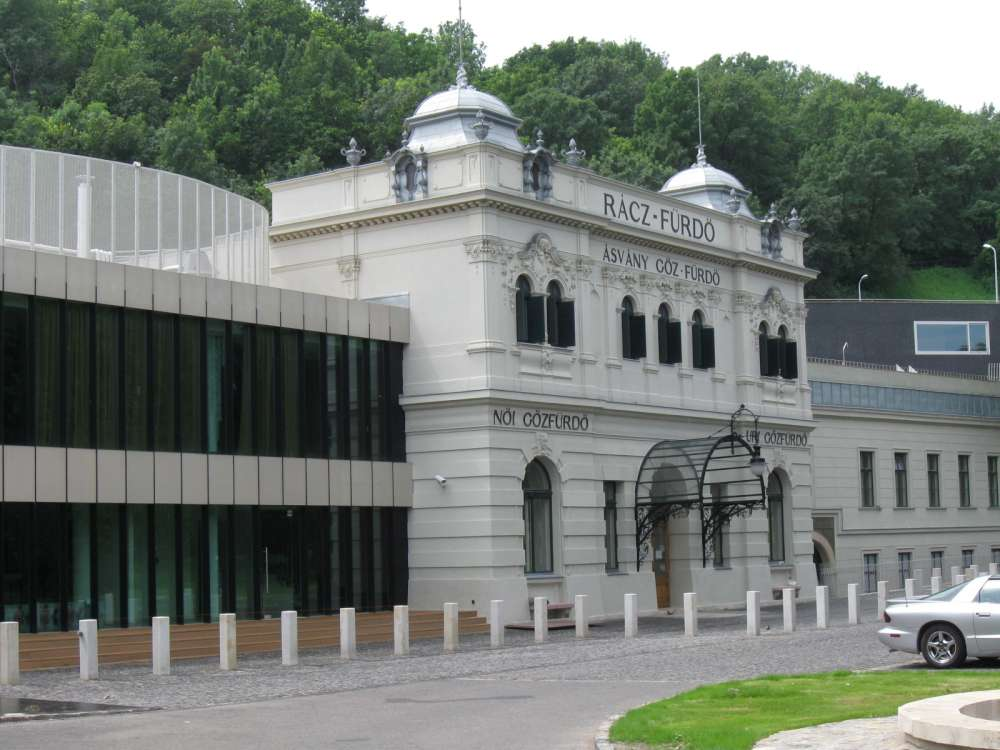
A Rác fürdő

A Rácfürdőt a törökök építették, elnevezése ekkor Kücsük ilidzsa, azaz Kisfürdő. Feltehetően a legrégebbi budapesti törökfürdő. Buda visszafoglalása után a fürdő sértetlen maradt, és a többi fürdőhöz hasonlóan a Királyi Kamara tulajdonába került, majd magánkézbe. 1860-ban már a Heinrich-család tulajdonában van, akik 1864-65-ben Ybl Miklós tervei alapján felújíttatják, 1870-ben pedig kibővítik a fürdőt. 1931-ben Szent Imre Fürdőre változtatják nevét, majd 1935-ben megvásárolta a főváros. A második világháborúban súlyosan megsérült az épület, ideiglenes helyreállítással 1963-ig üzemelt. Ekkor két évre bezárták az intézményt egy átfogó helyreállítás miatt, a háborúban megsérült női részleget azonban az Erzsébet hídhoz vezető út kiépítése miatt elbontották. Az épület a rendszerváltozás utáni időszakban nagyon rossz állapotban volt, felújításáról a tárgyalások 1998-ban kezdődtek meg. A nagyszabású rekonstrukció 2011 elejére elkészült, azonban egy elhúzódó jogvita miatt a Rácfürdő 2012 nyarán még nem nyitott meg.
Császár-fürdő
A Császár fürdő területén lévő hőforrásokat már a rómaiak is ismerték. A török hódoltság idején épült fel itt Veli bégi fürdője, melyet feltehetően Szokullu Musztafa budai beglerbég építtetett és átvészelte Buda ostromát. A 18. században a fürdőt már Császár fürdőnek hívják. 1806-ban a fürdőt Marczibányi Károly királyi tanácsos vásárolta meg, majd a budai Irgalmasrendnek adományozta. A Császár fürdő gyógyudvarát 1842-ben építették fel, a korábbi török fürdőből Budapest egyik első gőzfürdőjét alakították ki. 1926-ban kialakítottak egy versenyuszodát. A Császár-fürdő 1965-ben az Országos Reuma és Fürdőügyi Intézet (később: Országos Reumatológiai és Fizioterápiás Intézet) hatáskörébe került, majd 2000-ben az Irgalmasrend visszakapja az épületet. A fürdő nevét ma a Császár-Komjádi Béla Sportuszoda viseli. Legfontosabb épületeleme a Veli bej fürdő ma az Irgalmasrendi Kórház részeként működik.

## További budapesti gyógyfürdők, gyógyvizes strandfürdők

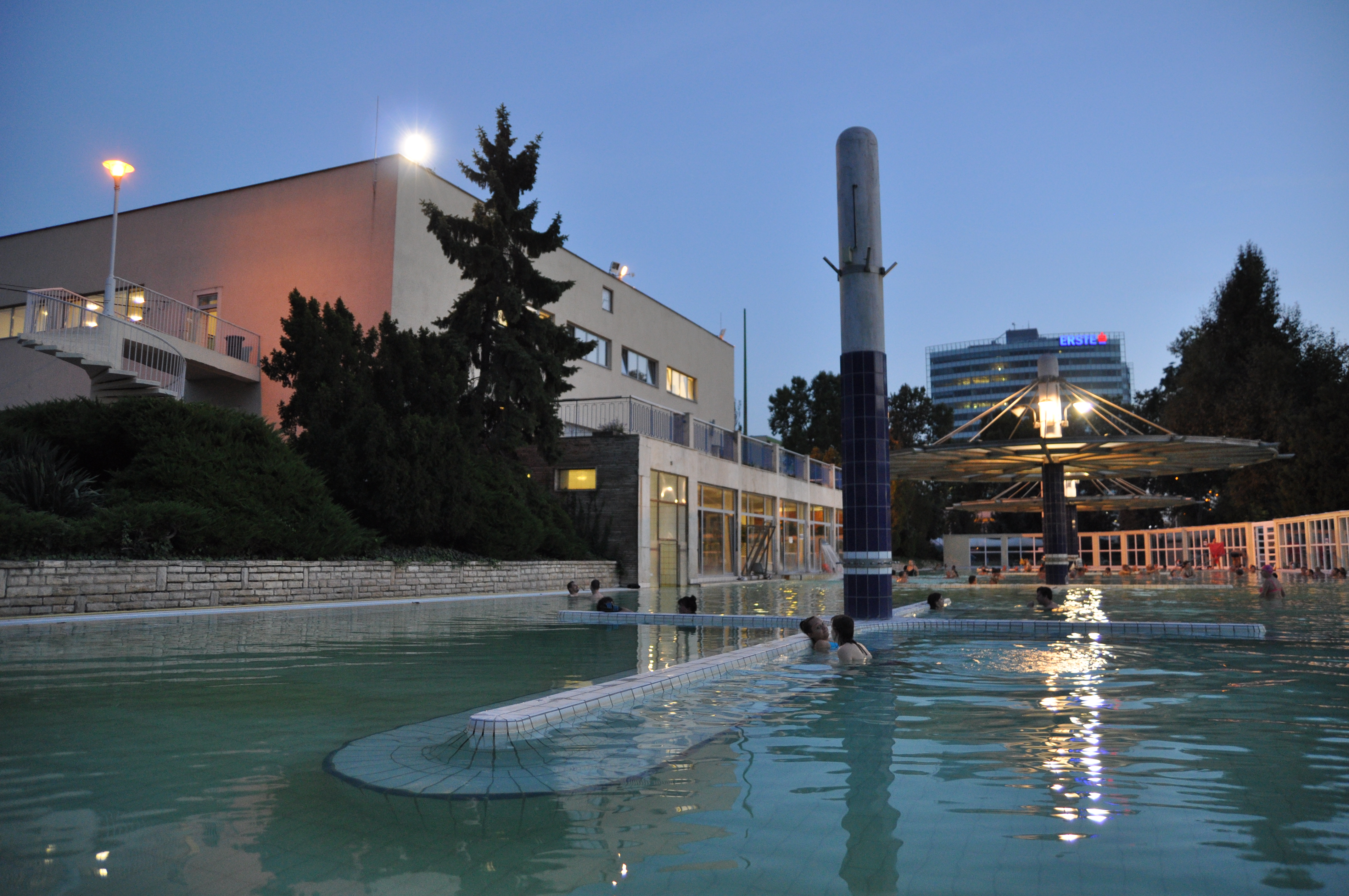
A Dagály fürdő

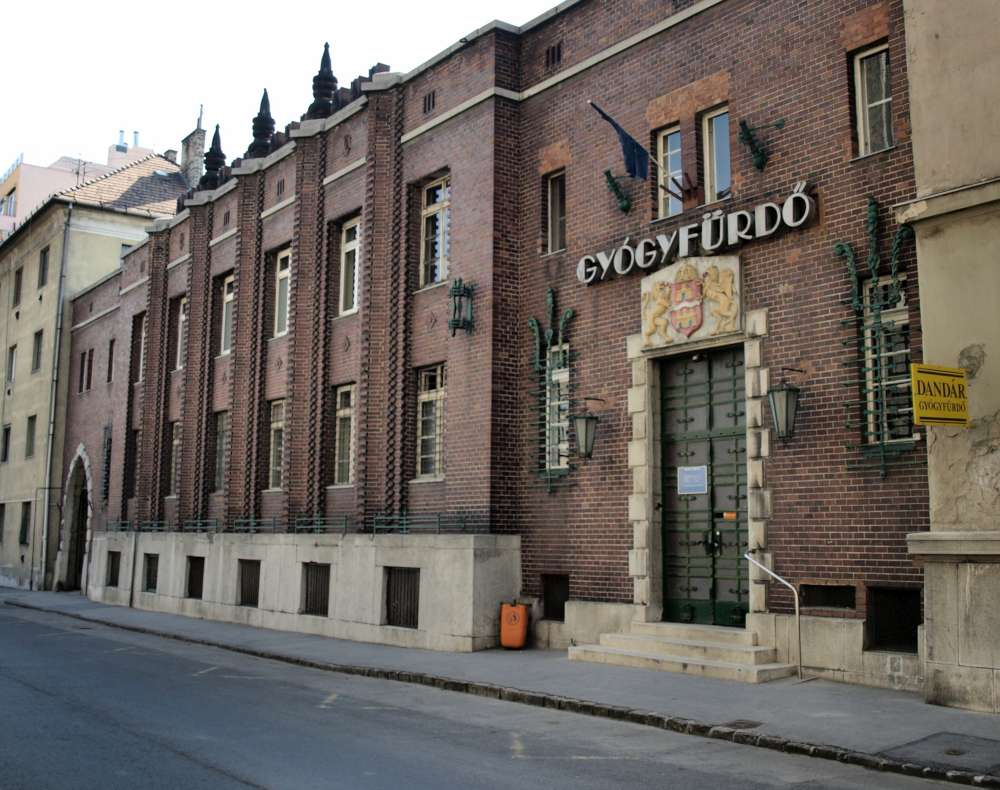
A Dandár fürdő

Hivatalosan két további gyógyfürdőt üzemeltet a Budapesti Gyógyfürdő Zrt.: a Dagály fürdőt és a Dandár utcai gyógyfürdőt. A Dandár utcai népfürdőt 1930-ban adták át, majd 1936-ban átalakították. Az eredetileg tisztasági fürdőként működő Dandár a II. világháború alatt alig rongálódott meg, így azt már 1945-ben megnyithatták. 1978-ban a teljes felújítást követően gyógyfürdőként helyezték ismét üzembe.
A Dagály (korábban Szabadság) fürdő 1948-ban nyitotta meg kapuit, amely a későbbiek során kibővült többek között az 1956-ban átadott 50 m-es uszodával. Vízbázisát akkoriban az 1944-ben fúrt kút biztosította, amellyel végre hasznosították a Duna medre alatt lelt, és a Duna vizébe elfolyó termálvizeket. 1970-től a Széchenyi Gyógyfürdő vizét vezették ide, mellyel a Dagály is a gyógyfürdők sorába lépett, és azóta is széles körű gyógyszolgáltatást biztosít vendégei részére.
2000-ben a strand területén található 2 nagy méretű termál ülőmedencét átépítették 4 modern vízszűrő-forgató berendezéssel ellátott medencévé, melyek gyermek-, termál-, ülő-, élmény- és oktatómedencékként üzemelnek. Az élménymedencében sodrófolyosó, pezsgőágy, nyakzuhanyok, buzgárok működnek. 2002 nyarán megújult a gombamedence és a vese alakú medence. Utóbbiban a tengerpart zúgását utánzó egyedi koncentrikus hullámokat keltő hullámgépeket építettek. Jelenleg 10 különböző formájú és hőmérsékletű medence található a 78 ezer négyzetméteres parkosított területtel rendelkező Dagály fürdőben.
Az 1974-ben átadott Újpesti Gyógyfürdő nem üzemel. Budapesten 7 gyógyvizes strandfürdő üzemel (Csepeli Strandfürdő, Csillaghegyi Árpád Forrásfürdő és Székely Éva Uszoda, Palatinus Strandfürdő, Paskál Strandfürdő, Pesterzsébeti Sós-jódos Gyógy- és Strandfürdő, Pünkösdfürdői Strand, Római Strandfürdő). A Paskál fürdő 2016-tól, a Palatinus 2017-től, a pesterzsébeti fürdő 2018-tól egész évben nyitva tart.

## Források

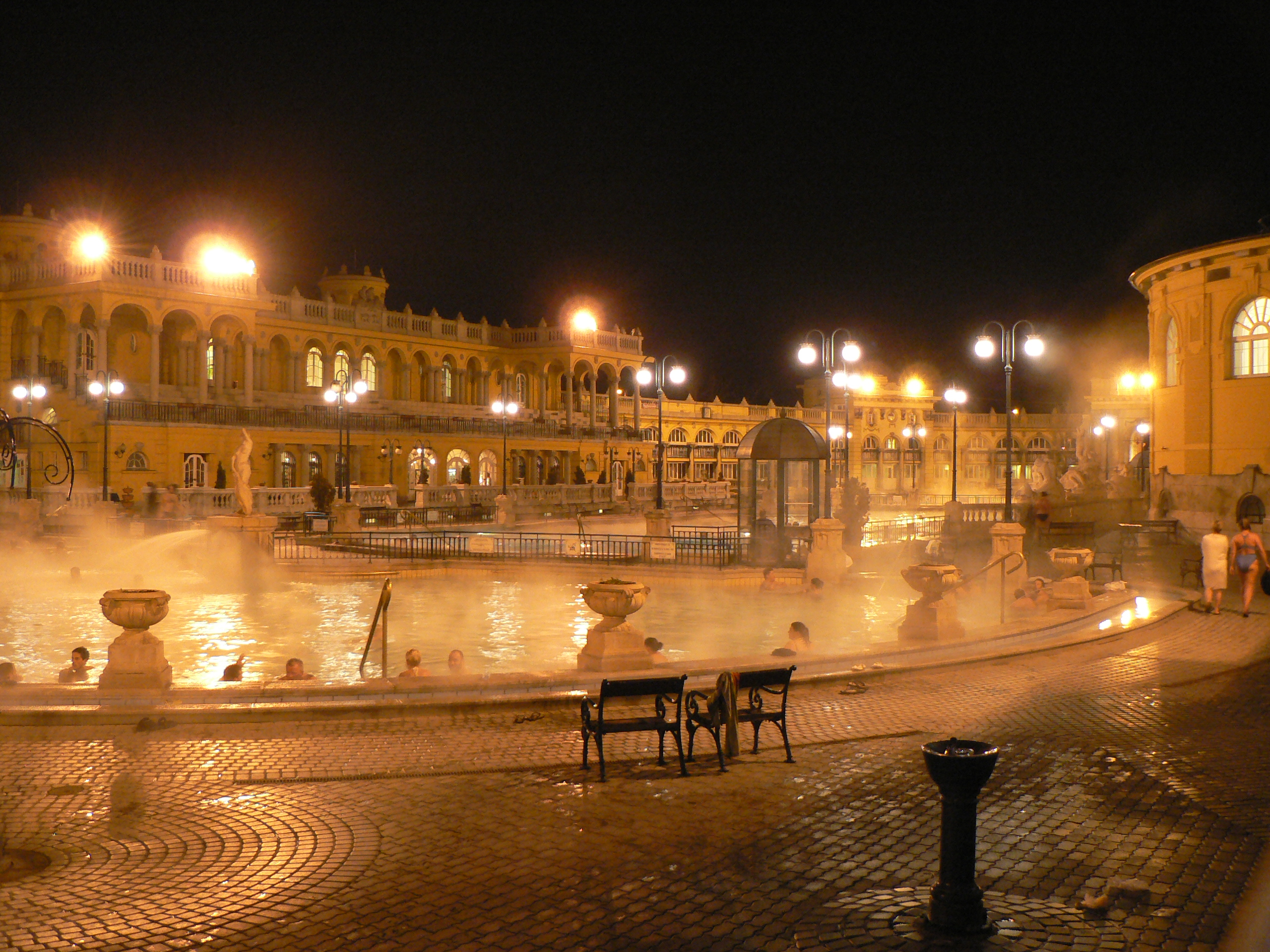
A Széchenyi gyógyfürdő termálvizes medencéje télen

### A gyógyvíz összetétele
Budapesten hivatalosan 19 különböző gyógyvizet tartanak számon. A budapesti gyógyfürdőkben mészkőtáblákon tüntetik fel az adott fürdő gyógyvízének összetételét, a gyógyvíz hőfokát.

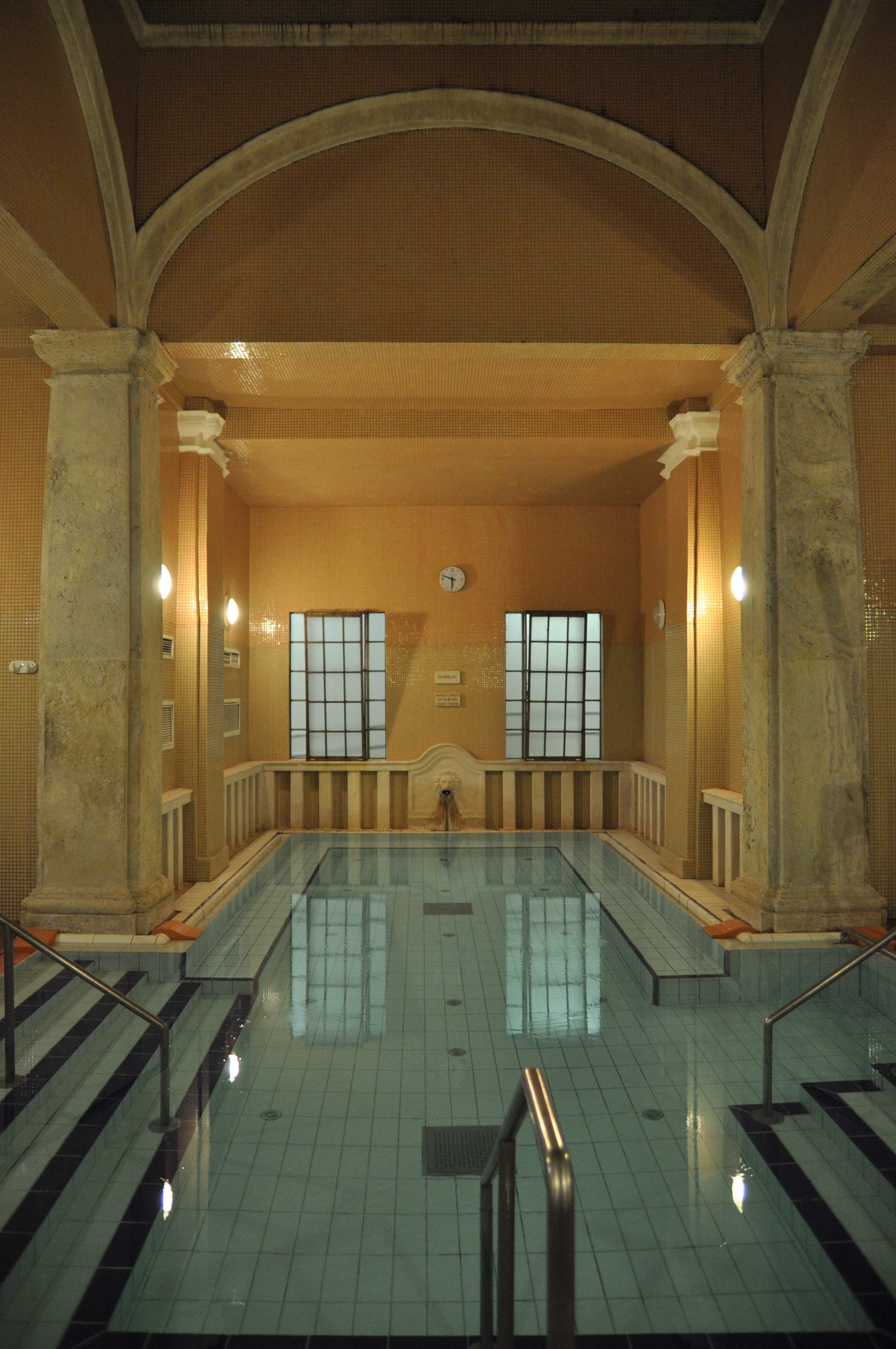
A Lukács fürdő gyógyvizes medencéje

A Lukács fürdő gyógyvízének összetétele (a fürdőben elhelyezett mészkőtábla alapján):
| Anionok           | Mennyiség  | Kationok  | Mennyiség | Egyéb                   | Mennyiség            |
| ----------------- | ---------- | --------- | --------- | ----------------------- | -------------------- |
| Klorid            | 125 mg     | Nátrium   | 107 mg    | Metabórsav              | 1,70 mg              |
| Bromid            | 0,31 mg    | Kalcium   | 137 mg    | Metakovasav             | 40 mg                |
| Jodid             | 0,018 mg   | Magnézium | 40,80 mg  | Szabad szénsav          | 144 mg               |
| Fluorid           | 1,50 mg    | Vas       | 0,02 mg   | Oldott oxigén           | 2,9 mg               |
| Szulfát           | 195 mg     | Kálium    | 5,60 mg   |                         |                      |
| Hidrogén-karbonát | 510 mg     | Lítium    | 0,1 mg    |                         |                      |
| Szulfid           | 1 mg       |           |           |                         |                      |
| Összesen          | 832,828 mg | Összesen  | 290,52 mg | Oldott anyagok összesen | 1311,948 mg/1000 cm3 |

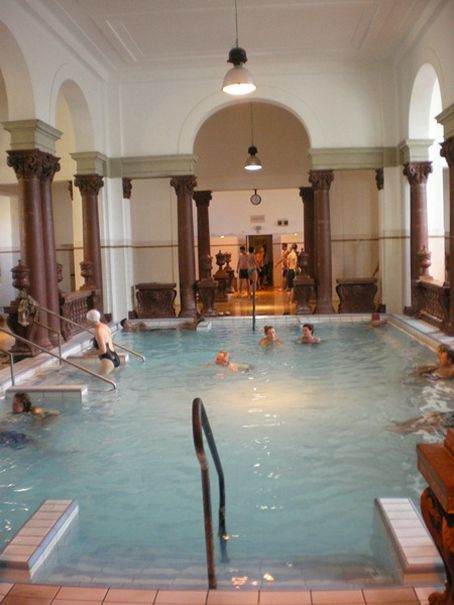
A Széchenyi fürdő gyógyvizes medencéje

A Széchenyi fürdő gyógyvízének összetétele (A fürdőben elhelyezett mészkőtábla alapján):
| Anionok           | Mennyiség | Kationok  | Mennyiség | Egyéb                 | Mennyiség    |
| ----------------- | --------- | --------- | --------- | --------------------- | ------------ |
| Klorid            | 197 mg    | Nátrium   | 176,2 mg  | Metabórsav            | 6,5 mg       |
| Bromid            | 0,2 mg    | Kalcium   | 156 mg    | Metakovasav           | 36,4 mg      |
| Jodid             | 0,07 mg   | Magnézium | 35,0 mg   | Szabad szénsav        | n.a.         |
| Fluorid           | 2,75 mg   | Vas       | n.a.      | Oldott oxigén         | n.a.         |
| Szulfát           | 211,2 mg  | Kálium    | 21,4 mg   |                       |              |
| Hidrogén-karbonát | 554,6 mg  | Lítium    | 0,2 mg    |                       |              |
| Szulfid           | 1,21 mg   |           |           |                       |              |
|                   |           |           |           | Oldott anyag összesen | 1774,53 mg/l |

(n.a. = nincs adat)

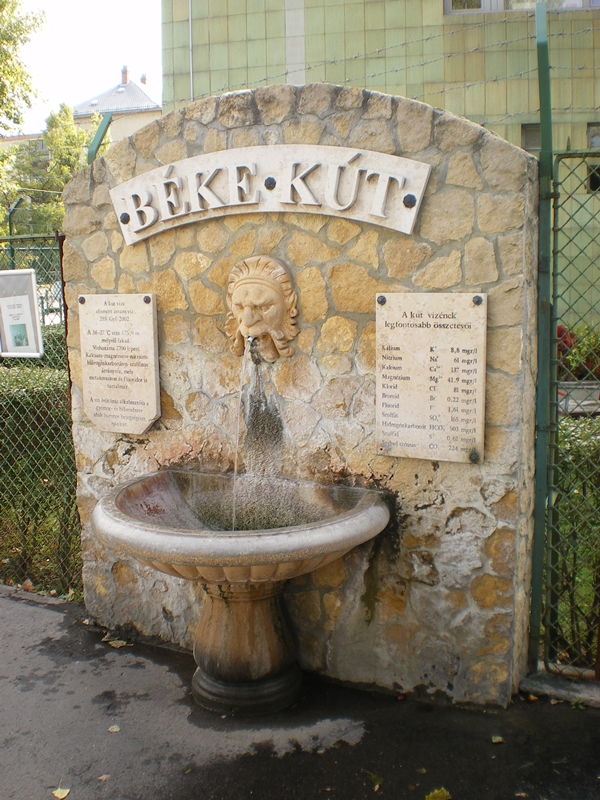
A Béke kút a Dagály fürdőnél

A Dagály fürdő Béke kútjának vízösszetétele:
| Anionok           | Mennyiség | Kationok  | Mennyiség | Egyéb                 | Mennyiség    |
| ----------------- | --------- | --------- | --------- | --------------------- | ------------ |
| Klorid            | 47,9 mg   | Nátrium   | 64,5 mg   | Metabórsav            | n.a.         |
| Bromid            | 0,14 mg   | Kalcium   | 120,2 mg  | Metakovasav           | 26,0 mg      |
| Jodid             | 0,02 mg   | Magnézium | 41,8 mg   | Szabad szénsav        | n.a.         |
| Fluorid           | 1,40 mg   | Vas       | n.a.      | Oldott oxigén         | n.a.         |
| Szulfát           | 107,5 mg  | Kálium    | 6,0 mg    |                       |              |
| Hidrogén-karbonát | 502,7 mg  | Lítium    | 0,12 mg   |                       |              |
| Szulfid           | 0,4 mg    |           |           |                       |              |
|                   |           |           |           | Oldott anyag összesen | 1047,58 mg/l |

(n.a. = nincs adat)

### A budapesti gyógyfürdők vízének jellege, orvosi javaslatok
A budapesti gyógyfürdők vízének összetétel különböző, ennek megfelelően különböző betegségek és panaszok esetén alkalmazható:
| Gyógyfürdő neve          | Gyógyvíz jellemzője                                                     | Alkalmazás |
| ------------------------ | ----------------------------------------------------------------------- | --- |
| Dagály fürdő             | Kalcium- magnézium- hidrogén-karbonát- szulfátos- klorid- fluorid       | Mozgásszervi, ízületi panaszok |
| Dandár fürdő             | Kalcium- magnézium- hidrogén-karbonát- vas                              | Ízület, gerinc, idegrendszer, mozgásrendszer megbetegedései; nőgyógyászati, anyagcsere, emésztőrendszer panaszai                                            |
| Gellért gyógyfürdő       | Kalcium- magnézium- hidrogén-karbonát- szulfátos- klorid- fluorid       | Ízületek és gerinc megbetegedései, ideggyógyászati, szív és érrendszeri panaszok, légzőszervi megbetegedések                                                |
| Király gyógyfürdő        | brómos- kénes- szulfát- klorid- kalcium- magnézium- hidrogén-karbonát   | Ízületek, gerinc és csontrendszer megbetegedései, mozgásszervi panaszok                                                                                     |
| Lukács Gyógyfürdő        | Nátrium- kalcium- magnézium- hidrogén-karbonát- szulfát- klorid         | Ízületi, mozgásszervi panaszok, csontrendszer, gerinc megbetegedései, légzőszervi panaszok, idegrendszer, emésztőrendszer, anyagcsere megbetegedései        |
| Pesterzsébeti gyógyfürdő | sós, jódos, brómos                                                      | Mozgásszervi, nőgyógyászati panaszok |
| Rudas gyógyfürdő         | Nátrium- kalcium- magnézium- hidrogén-karbonátos- szulfátos- radioaktív | Ízületi, csontrendszeri, gerinc panaszok, anyagcsere, emésztőrendszer, idegrendszer megbetegedései, légzőszervi panaszok                                    |
| Széchenyi gyógyfürdő     | Kalcium- magnézium- hidrogén-karbonát- szulfát- klorid- metabórsav      | Ízületi, mozgásszervi panaszok, anyagcsere, emésztőrendszer megbetegedései, bőrbetegségek, légzőszervi, nőgyógyászati panaszok, idegrendszer megbetegedései |

## A műemléki és török fürdők medencéi, gőzfürdői, szaunái
A budapesti műemléki és török fürdőinek termálmedencéiben található víz általában három hőfok-csoportba osztható:
- langyos vizes medencék (32-34 °C)
- meleg vizes medencék (35-37 °C)
- forró vizes medencék (38-42 °C)

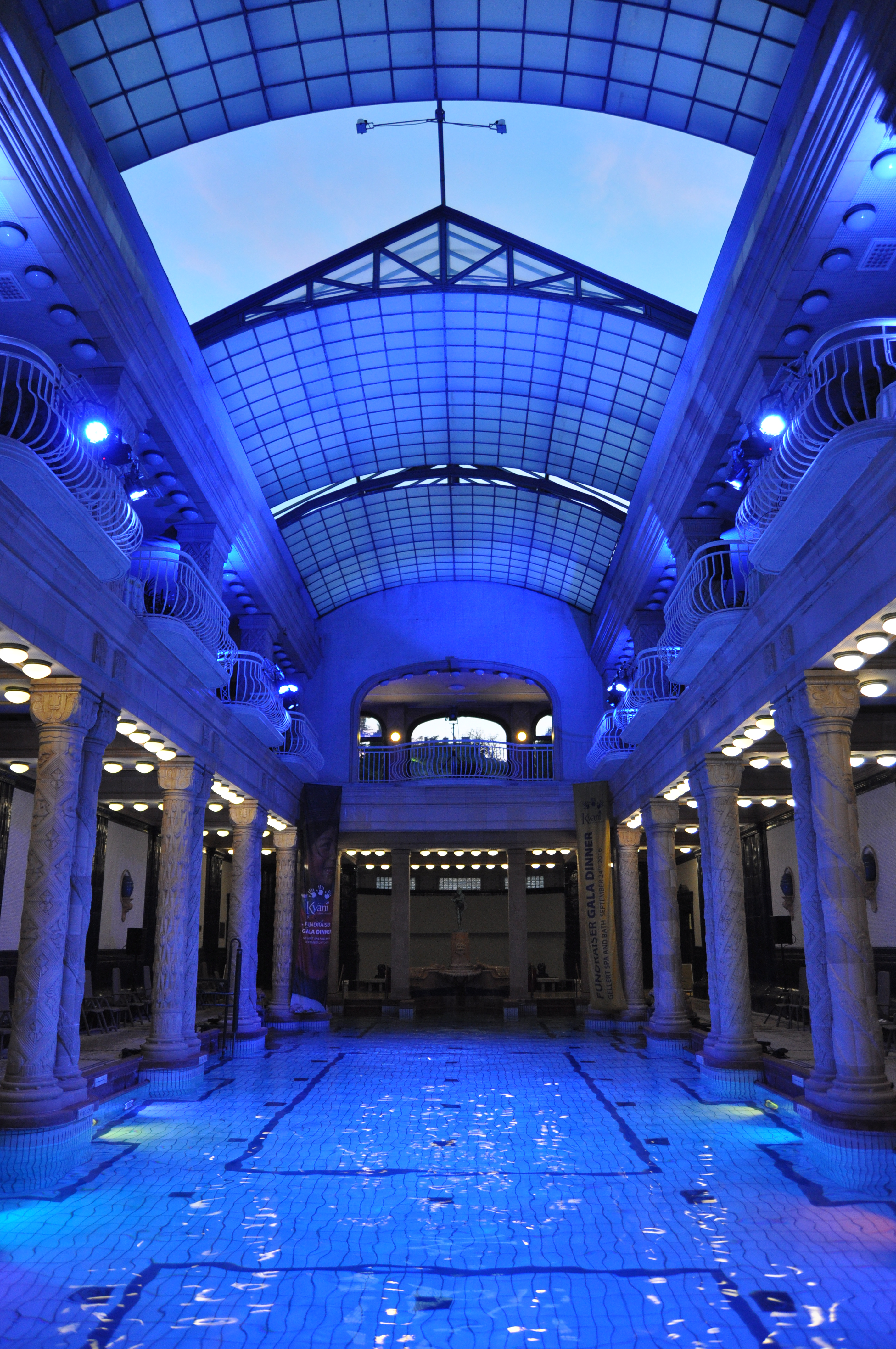
A Gellért gyógyfürdő úszómedencéje

Az egyes hőfokcsoportokhoz kapcsolódóan különböző idejű tartózkodást javasolnak a medencékben, melyet gyakran a medence közelében elhelyezett tájékoztató táblán is jelzik. A legforróbb vízben mindössze 6-9 perces tartózkodást, a közepes hőfokú medencékben 10-20 perces, míg a 32-34 °C-os medencékben 20-30 perces tartózkodást ajánlanak. Ha hosszabb ideig ülünk a vízbe, a vérnyomás csökkenése miatt könnyen megszédülhetünk, amikor elhagyjuk a medencét. A legmelegebb termálmedence a Rudas fürdőben található (42 °C).
A hidegebb medencék (18-24 °C) a budapesti gyógyfürdőkben merülőmedencék, melyek a szauna vagy a gőzfürdő használata után a test hirtelen lehűtést szolgálják.
A budapesti gyógyfürdők úszómedenceinek kiképzése és a víz hőfoka nagyon változatos: a leghidegebb vizű medence a Lukács fürdő kültéri, férfi medencéje (22 °C), a legmelegebb a Rudas gyógyfürdő beltéri, 29 °C-os gyógyvízzel üzemelő úszómedencéje. Hagyományosan több gyógyfürdőben az úszómedencében körbe úsznak (Gellért, Széchenyi). A Széchenyi fürdőben a medencét két részére osztották egy-egy bójás kötéllel, a kisebb felületű a gyorsabban, a nagyobb felületű rész a lassabban úszó vendégeknek van fenntartva, bár ez inkább tekinthető helyi szokásnak, mint kötelezően előírt szabálynak. A Lukács fürdő és a Dagály két-két úszómedencéjében, valamint a Rudasban oda-vissza, ugyanabban a vonalban szokás úszni. A Rudasban a medence bójás kötéllel el van választva, a kisebb vízfelület a mellúszóknak van fenntartva. Minden gyógyfürdő úszómedencéjében kötelező a fürdősapka használata.

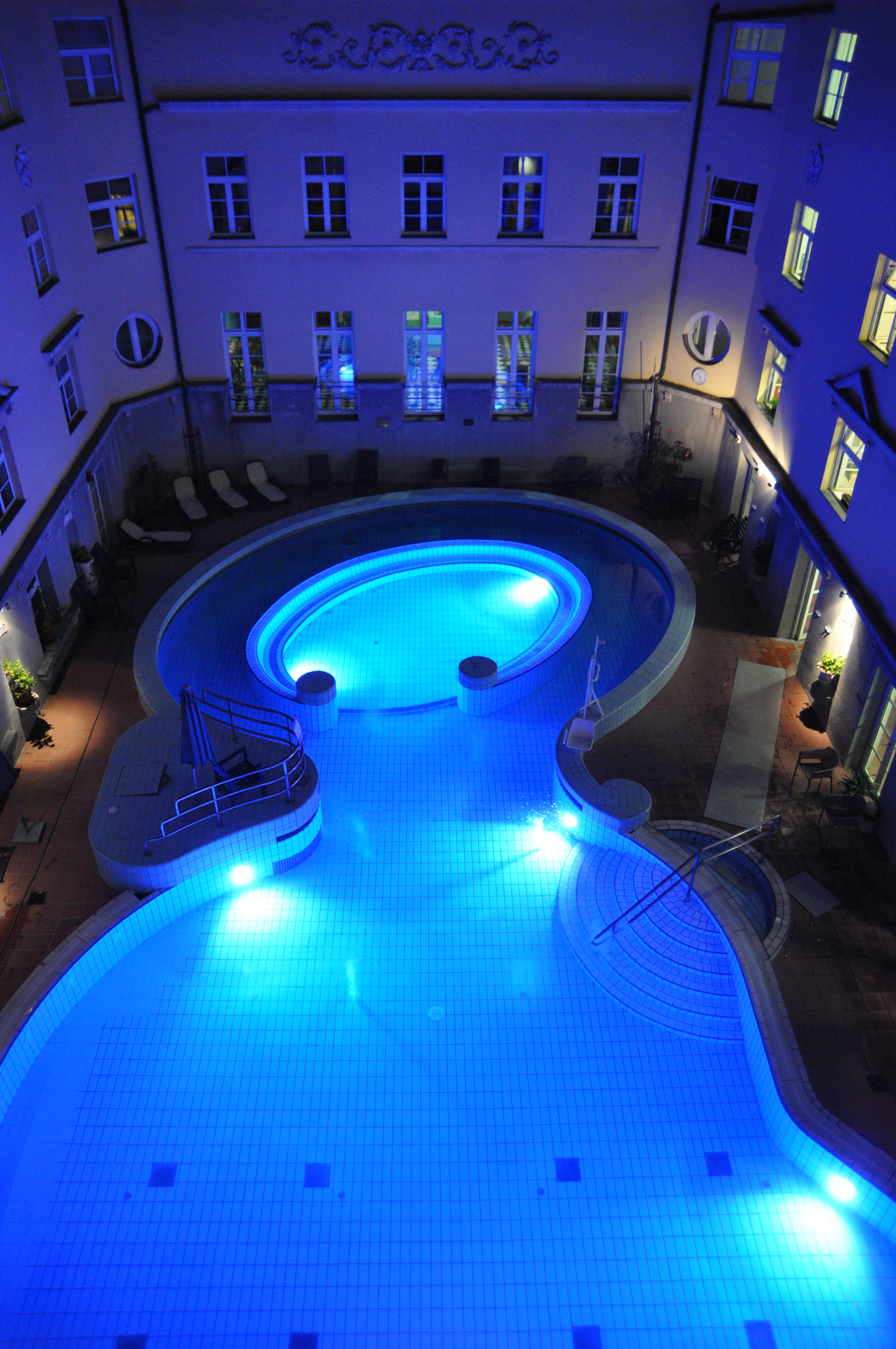
A Lukács gyógyfürdő élménymedencéje

A Széchenyi és Lukács gyógyfürdők rendelkeznek élménymedencékkel (más megnevezéssel: wellness-medence). Ezekben a melegvizes (32-34 °C-os víz) medencékben sodrófolyósok, víz alatti pezsegtetés, nyakzuhany, hátmasszírozó vízsugár található. A Lukács fürdőben ezeken kívül pezsgőágyak is találhatók.
Mindegyik budapesti török és műemléki gyógyfürdőben szauna – magyar megnevezéssel hőlégkamra –is működik. A száraz, 60-80 °C-os levegőjű finn szaunák mellett a Széchenyi fürdőben fény- és aromaszauna is található. A szaunázás után a test gyors lehűtésére a merülő medencék mellett egyes fürdőkben jégkása gépek is rendelkezésre állnak. A legnagyobb befogadóképességű szaunák a Széchenyi fürdő alagsorában találhatók, az épület jobb és bal oldalán található létesítmények egyenként 40 főt képesek befogadni.
Szintén mindegyik budapesti gyógyfürdő rendelkezik gőzfürdővel (gyakori megnevezése: gőzkamara). A budapesti gőzfürdőkben 40-50 °C-os forró gőzt áramoltatnak, gyakran kamillával illatosítják a vízpárát.

## A gyógyfürdők működésének jogi keretei
Budapest hét gyógyfürdőjét (Dandár, Gellért, Király, Lukács, Pesterzsébeti, Rudas, Széchenyi), valamint öt strandfürdőjét (Csillaghegyi, Palatinus, Paskál, Pünkösdfürdő, Római) a Budapest Gyógyfürdői és Hévizei Zrt. üzemelteti. A cég székháza az óbudai Szőlő u. 38. alatt található, az egyes gyógyfürdők a társaság telephelyeinek számítanak.
A Budapest Gyógyfürdői és Hévizei 1996 óta egyszemélyes részvénytársaság, amely jogutódja a korábbi fürdőüzemeltető társaságoknak (1933–1957 között Budapest Székesfőváros Gyógyfürdő és Gyógyforrásai, 1957–1996 között pedig Fővárosi Fürdőigazgatóság).
A Rác fürdő működésnek feltételei 2013 tavaszán még nem tisztázódtak. A Király fűrdő 2019 óta zárva tart és felújításra vár. A Veli bej fürdőt a Budai Irgalmasrendi Kórház üzemelteti.

## A budapesti gyógyfürdők épületei
A budapesti gyógyfürdőket az üzemeltető Budapest Gyógyfürdő Zrt. két kategóriába sorolja. Műemléki fürdőnek számít a Gellért gyógyfürdő, a Széchenyi gyógyfürdő, a Szent Lukács gyógyfürdő, törökfürdőként tartják számon a Rudas Gyógyfürdőt és a Király Gyógyfürdőt. A Rác fürdő ebből a szempontból egyszerre tekinthető műemléki és törökfürdőnek. A Veli bej fürdő (melyet az Budai Irgalmasrendi Kórház üzemeltet) e szempontrendszer szerint inkább törökfürdőnek tekinthető.

### Törökfürdők
Az egykori budai törökfürdőkből hat törökfürdőnek vannak régészeti nyomai (Jesil direkli, Kücsük, Veli bég, Horosz kapu, Pasa szeráj, Tojgun pasa), ezekből négyben üzemel mai is gyógyfürdő (Horosz kapu ma Király fürdő, Jesil direkli ma Rudas fürdő, Veli bég ma Veli bej fürdő, Kücsük ma Rác fürdő). A budai törökfürdők műemléki védelem alatt állnak.
A törökfürdők kupolájának kialakítása kétféle módon történhetett: a kupolát oszlopok tartották vagy az épület falaira ill. zömök tartópilléreire építették fel a gömbkupolát. Előbbi megoldásra példa a mai Rudas fürdő termálfürdője, míg a második megoldást a mai Király, Veli bej, ill. a Rác fürdőknél alkalmazták.
A budai törökfürdőket az 1500-as évek közepétől kezdték el építeni, a század végére már mindegyik fontosabb fürdő elkészült. Két budai törökfürdő létét régészeti feltárások igazolták.

### Műemléki fürdők

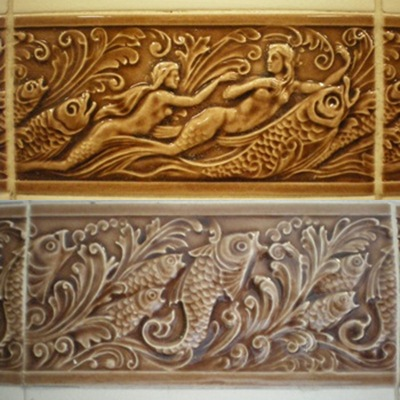
Vízre utaló díszítőmotívum a Széchenyi fürdőben

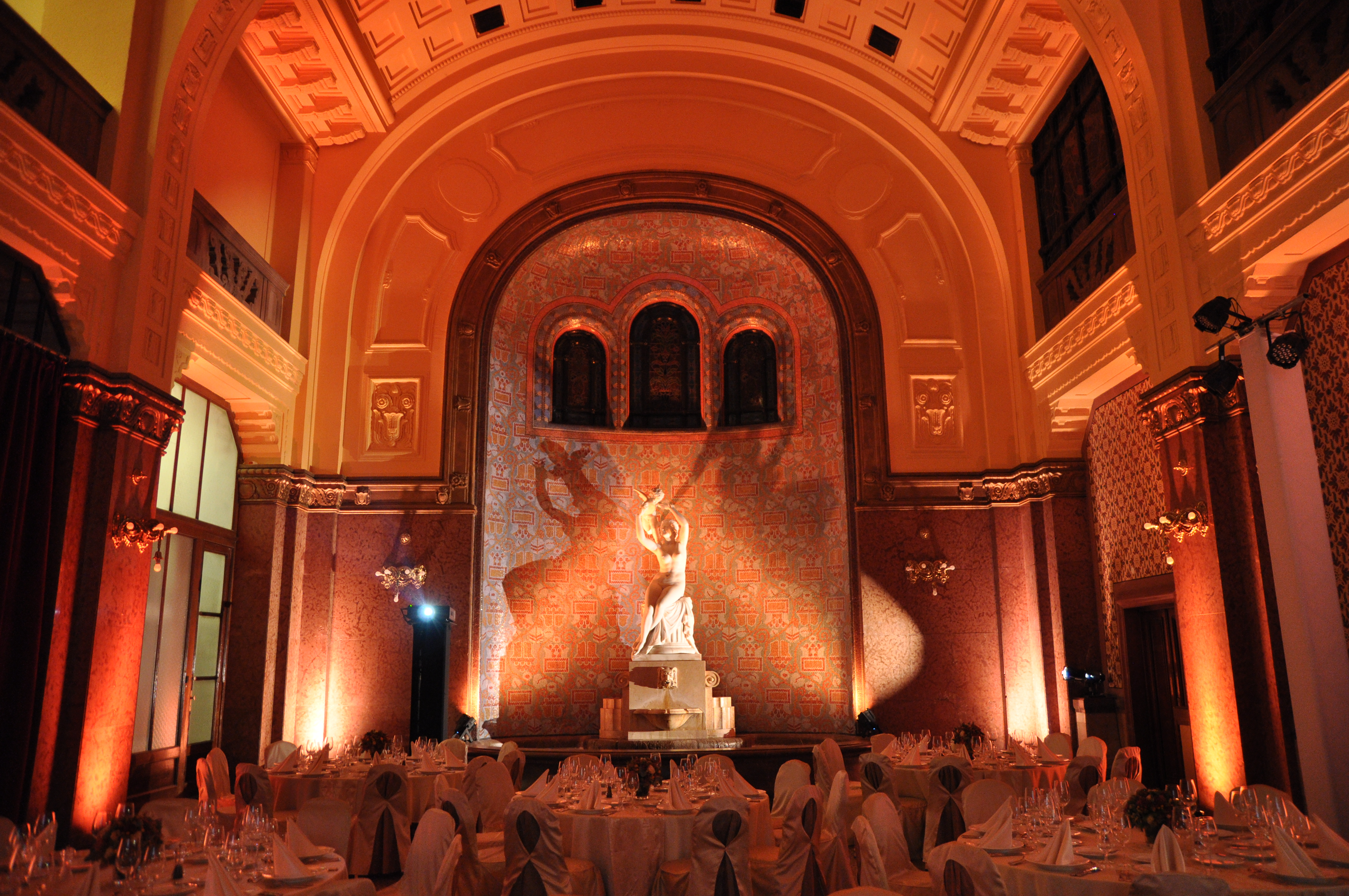
A Gellért fogadócsarnoka

Budapesten három műemléki fürdő működik: a Lukács, a Gellért és Széchenyi gyógyfürdők. A Lukács fürdő helyén egykor egy négy tornyú malom állt, a fürdő 20. századi felújítása során a kabinsor elbontása után ennek nyomait megtalálták. Ma a fürdő termál részlegén az egyik oldaltorony maradványai láthatók, táblával jelezve, hol állt egykor a malom. 1893-ban épült fel a Lukács gyógyszálló, az egykor impozáns épület ma meglehetősen romos állapotú.
A Lukács belső terei az elmúlt száz évben többször átalakultak, mai formáját a fürdő 1921-ben nyerte el. A korábbi mór épületelemek és díszítések teljesen eltűntek a fürdőből. A fürdő udvarán látható Szent Lukács 1760 körül készült szobor, mely az épület sarkába került beépítésre. Műemléki szempontból érdekesek még a fürdő falába beépített „hálatáblák”: a különböző nyelvű (magyar, német, ukrán, török) feliratokon az egykori fürdővendégek fejezték ki hálájukat, utalva gyógyulásukra vagy az itt töltött időre. Korábban sokkal több ilyen hálatábla volt a Lukács fürdőben, nagy részük azonban a II. világháborúban elpusztult.
A Gellért gyógyfürdő a magyarországi szecesszió kiemelkedő alkotása. A nagycsarnok tíz díszablakát Róth Miksa készítette, az ablakokon Arany János Buda halál című eposzának jelenetei láthatók. A bejárati csarnok végében Huszár Adolf Vénusz szobra látható. A fürdő női és férfi termál osztályait Zsolnay kerámiák díszítik.
A Széchenyi gyógyfürdő stílusát tekintve neoreneszánsz (a korábban épült Czigler-szárny), részben neobarokk (a húszas években épült Francsek-szárny). Művészeti szempontból kiemelkedő alkotás a fürdő kupolacsarnoka. A főkupola négy sarkán Vastagh György, ifj., Bezerédy Gyula, Lányi Dezső és Szentgyörgyi István által készített triton-kompozíció látható, míg középen Markup Béla hattyúi és delfinjei láthatók. A színes üvegablakokat Róth Miksa készítette.
A kupolacsarnokba való belépéskor Róna József szobrászművész remekével, a Tritonhalász kentaur szökőkútjával találjuk szemben magunkat. A kupola mozaikképei Vajda Zsigmond alkotásai. Az épület külső és belső díszítésben egyaránt fontos szerepet kapott a vízhez kapcsolódó motívumok alkalmazása. Stilizált vízi szörnyek, kagylók, halak, sellők az épület előtt álló kandelábereken, az épület külső díszein találhatók meg. Ezeket az elemeket a belső díszítésként használt oszlopfőkön, díszedényeken, valamint a csempéken is alkalmazták.

## A fürdők, gyógyfürdők személyzete

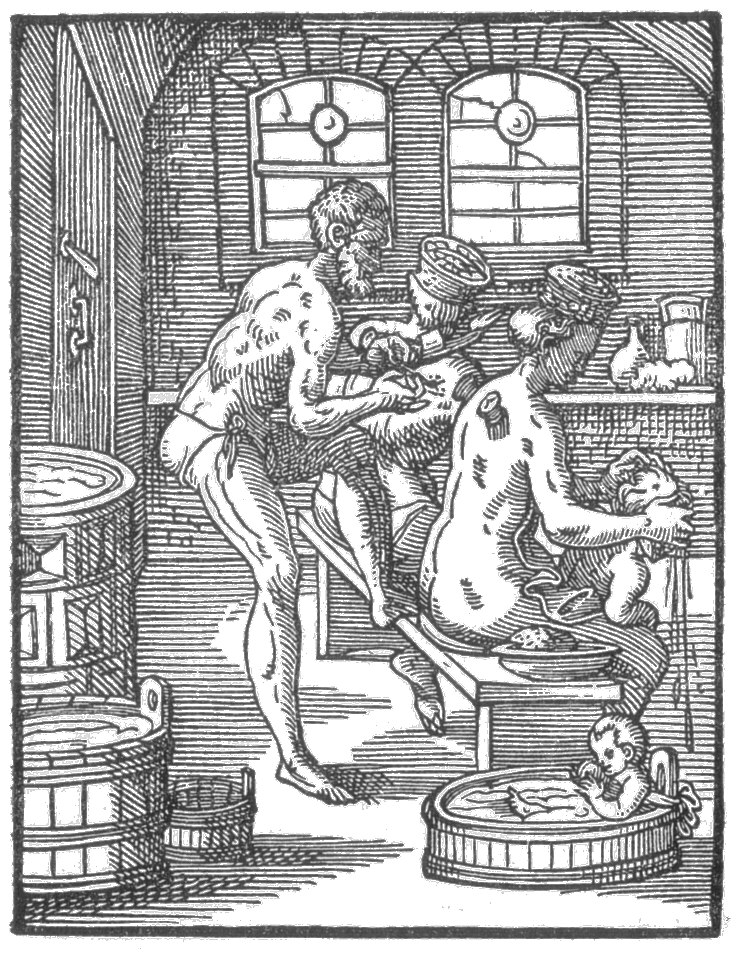
Középkori fürdős munka közben

A középkori és kora újkori fürdők személyzetét „fürdősnek” hívták. A fürdősök egyben orvosok is voltak, hasonlóan a korabeli borbélyokhoz és önálló céhekbe tömörültek. A fürdős céhekben is voltak inasok és legények, akik tanulmányaik végén elkészítették a „remeket” azaz a vizsgamunkát. Ez rendszerint valamilyen orvosság vagy tapasz (flastrom) volt. A vizsgamunka mellett patikusok, orvosok és fürdősök előtt kellett számot adniuk tudásukról. A fürdőkben a „fürösztésen” kívül fogat húztak, köpölyöztek, sebeket gyógyítottak. Az 1500-as évekből származó feljegyzések említenek egy Gergely nevű fürdőmestert, aki II. Lajost szolgálta Felhévízen.

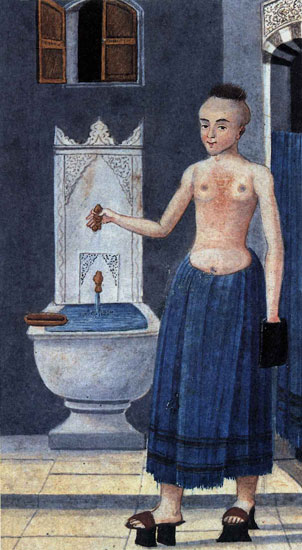
A török fürdőben szolgáló fürdőmester, a dellák

A budai török fürdőket szintén fürdős (törökül hammámdzsi, hammámí) vezette, aki gyakorlatilag vállalkozó volt. Feladatai közé tartozott a fürdő tulajdonosa felé elszámolni a bevételekkel és kiadásokkal, adott estben azonban nem ez volt a főfoglalkozása. A budai állami fürdőt pl. a vértkészítők parancsnokhelyettese, később egy budai polgár majd egy gránátos üzemeltette a török uralom idején. A fürdő személyzetéhez tartozott a forró kövezet miatt megemelt papucsban dolgozó dellák. A dellákok a nem muszlim hitű (arab: Dzimma) fiatal fiúk közül kerültek ki, e szakma gyakorlását ugyanis a muszlimhitűek méltóságukon alulinak tekintették. A dellák feladat volt a masszírozás, az iszlám vallás által kötelezően előírt szőrtelenítés elvégzése. A törökfürdőkben fürdőszolga (hádim) is dolgozott, aki a fűtésről és a takarításról gondoskodott.
Az úszómesterek először a 19. század elején jelennek meg, ekkor ugyanis a Dunára épített uszodák működnek már Pesten.
A budapesti gyógyfürdők növekvő népszerűsége miatt a 20. század harmincas éveiben megkezdődött a „fürdősök” képzése. Az első tanfolyam 1935 novemberében kezdődött, 150 hallgatóval. Az elhangzott előadásokból szerkesztették 1941-ben a Fürdősök kézikönyvét, amely a Magyar Fürdők és Úszómesterek Országos Szövetségének gondozásában jelent meg. A könyv tartalmaz orvosi ismereteket, masszázsra, bőrápolásra vonatkozó részeket, az elsősegély nyújtás szabályait, sőt külön kitér a fürdősök öltözködésére is. A képzés időtartama hat hónap volt.
1972-től Szolgáltatási etika tantárggyal bővült a képzés, az ötvenes évektől önálló gyógymasszőr-tanfolyamokat is indítottak Magyarországon. A népjóléti miniszter 1996-os rendelete külön is nevesíti a „fürdős” szakmákat: ezek a fürdővezető, a főmérnök (1500-400 főt befogadó fürdők esetében kötelező), a gépész, az uszodamester, a fürdőorvos, a gyógymasszőr, a masszőr, valamint a fizioterápiás ápoló vagy asszisztens.

## Proxy órás rendszer
A BGYH Zrt. által üzemeltetett budapesti gyógyfürdőkben ún. proximity karórás rendszer működik. A proxy karórában egy chip található, mely valójában egyetlen azonosító számot tárol, az úgynevezett proxy számot. A proxy óra száma például egy eladás vagy egy proxy óra csere keretében lesz hozzárendelve egy úgynevezett sorszámhoz, amely sorszámmal lehet a számítógépes adatbázisban hivatkozni arra a rekordra (azokra az adatokra), amik jelenleg az adott proxy órához tartoznak. Például eladás dátuma, belépés ideje, kilépés ideje, szekrény- vagy kabinszám, letéti díjak, kezelések (pl. masszázs, súlyfürdő, iszappakolás, stb,) időpontjai, illetve névre szóló órák esetén a vásárló adatai. A proxy órát a belépő kapu RFID érzékelőjéhez (piros led) tartva lehet belépni a beléptető kapun. Pár másodperces késleltetés előfordulhat a kapu nyithatósága előtt.
Szekrényes óra esetén a vendég kiválaszthat egy szabad szekrényt, amibe bepakolja a holmiját, aztán az óra érzékelőhöz való érintésével zárhatja/nyithatja a szekrényt. A proxy órához csak az első kiválasztott szekrényszám lesz hozzárendelve, további szekrényszám csak akkor lesz hozzárendelhető, ha a pénztárban/kölcsönzőben törlik a szekrényszámot, illetve ha a kiléptetést követően az órára új belépő kerül. A szekrényszám leolvasható, ha az órát az adott szekrényes részlegnél elhelyezett terminálok egyikéhez érintjük, illetve a pénztárban/kölcsönzőben is leolvasható.
Kabinos óra esetén vagy a pénztáros/kölcsönzős tud kiválasztani egy konkrét kabinszámot egy adott részlegen (pl. termál vagy wellness), vagy ha a vendég egy kabinos részlegen odatartja egy terminálhoz, akkor a számítógépes rendszer ad egy véletlenszerűen választott kabinszámot. A kabinszám csak a pénztárban/kölcsönzőben cserélhető. A kabinszám az óra terminálokhoz való érintésével leolvasható.
Általában a különböző típusú belépőkhöz különböző színű óra jár, de technikailag bármilyen belépő bármilyen színű órához hozzárendelhető. Például ilyen színű órákhoz szoktak hozzárendelve lenni a különböző típusú belépők:
- OEP-es belépő: citromsárga-narancssárga, esetleg zöld-kék óra
- kisebb bérletek (15-50 alkalmas): zöld-kék óra
- nagyobb (tárgyévre szóló) bérletek: szürke-fekete óra
- napi vagy időkorlátos belépők: kék-zöld óra
- Rudas fürdő wellness részleg: piros-narancssárga óra
- dolgozói/hozzátartozói belépők: kék-narancssárga óra

A proxy órák túlnyomórészét a kilépésnél a kiléptető kapun lévő nyílásba kell bedobni (kivétel például a dolgozói óra, amit csak a kiléptető kapu paneljának érzékelőjéhez kell érinteni), ezt követően a kiléptető kapu nyithatóvá válik. Bizonyos órák esetén (például névre szóló órák vagy időkorlátos belépők) a kiléptető kapu az órát visszaadja.
Napi belépők:

A proxy órát a kiléptető rendszer a kilépéskor elnyeli.

Időkorlátos belépők:

A proxy órát a kiléptető rendszer a kilépéskor visszaadja, ha a vendég a megadott időkorláton belül lépteti ki az órát (az idő a kapun való belépéstől számít, az óra kiléptető kapun lévő nyílásába való behelyezéséig bezárólag).

OEP-es belépők:

Az OEP-es órák egyben időkorlátos és névre szóló órák, amik gyógykezelések/kúrák keretében (orvosi beutalóval) vehetők igénybe. Az időkorlát eltérő lehet, az alap fürdőjegy 2 órás, de ha van mellé valamilyen OEP-es kezelés (gyógymasszázs, súlyfürdő, iszappakolás, tangentor, szénsavas fürdő, gyógytorna stb.), akkor az időkorlát 3 óra (csak akkor, ha a vendég a kezelést igénybe is veszi). A kiléptető rendszer az OEP-es órákat minden esetben visszaadja, akkor is, ha a vendég az időkorlát túllépését követően lépteti ki az óráját. Időkorlát túllépése esetén az órával csak akkor lehet újra belépni, ha egy bizonyos letéti díj is újra befizetésre kerül (ha a vendég nem lépi túl az időkorlátot, a letéti díjat akkor is be kell fizetni, de ekkor vagy a kúra végén, vagy minden alkalommal visszajár).

Bérletek:

A proxy órát a kiléptető rendszer a kilépéskor visszaadja, bizonyos típusú bérleteknél (általában a kevesebb alkalmas bérleteknél) az utolsó alkalom esetén elnyeli.

Csoportos bérletek:

A vásárló a pénztárban egy kártyáról tudja kiváltani a belépés napján a kívánt mennyiségű belépőt.
Az egyes órákon lévő letéti díjakat a pénztárban, vagy pénztárzárást követően a kölcsönzőben lehet visszakapni. Az ilyen típusú órákat haza is lehet vinni, és a letét következő alkalommal, illetve OEP-es, vagy nappali kórházas óra esetén a kúra leteltével is visszaigényelhető.
Előfordulhat, hogy a kiléptető rendszerben az óra a bedobást követően megakad. Ekkor egy gomb megnyomásával pottyanthatjuk ki az órát, mely az óra visszaadására alkalmas nyílásban helyezkedik el.

## Tények és érdekességek
- A Martinovics összeesküvés leplezése után az összeesküvésben részt vevők közül többen a Rudasban vetettek véget életüknek. A 19. században is számos ember követett el öngyilkosságot a Rudasban.
- A Császár fürdőnek saját kiadású újságja is volt (Fürdői Lapok).
- A Gellért gyógyfürdőt megnyitása óta csupán egyetlen napra zárták be egy csőtörés miatt.
- A Lukács fürdő a művészek, értelmiségiek találkozóhelye volt a 20. században. Nádas Péter Párhuzamos történetek című művében többször is szerepel a fürdő.
- A CTV és a Showtimes által Budapesten forgatott Borgiák című angol tv-sorozat első évadának 9. részében látható nápolyi fürdőjelenetet a Rudas fürdőben forgatták.[20]

## Idézetek
Nádas Péter így ír a Lukácsról a „Párhuzamos történetek”-ben: „Itt a Lukácsban szeptember közepén beemelték a nagy üvegablakokat az emeletet hordozó pillérek közé, valamikor május végén pedig kivették. A két úszómedencét a nyitott udvarokban úgy ölelték körül több emelet magasan a fából ácsolt kabinsorok, miként kolostorudvarokat a kerengők. Nyáron akárha méhek kolostorát nézné és hallaná az ember, a fürdővendégek fürtökben zsibongtak a napfényes emeleti kaptárak körül. Mikor aztán hűvösebbek lettek az éjszakák, az emeleti kabinokhoz vezető lépcsőket lezárták; télen hó ült a kerengő korlátain. De most sem volt a látvány kevésbé lenyűgöző. A Szent Lukács forrásaiból különböző hőmérsékletű gyógyvíz bugyog fel, a legmelegebb közel hatvanöt fokos, a leghidegebb átlagosan tizenhét fokos, s ezeket a fürdőmesterek úgy keverik el, hogy az úgynevezett férfi medencébe ne ömöljön huszonegy fokosnál melegebb víz. Aki nem akar úszni, pancsikolhat a női medence melegebb vizében. Ám abban a pillanatban, amikor a levegő hőmérséklete odakinn alacsonyabbra száll, a nyitott medencék párologni, gőzölögni, szabályosan füstölögni kezdenek, borús téli napokon pedig oly sűrű köd ereszkedik a zárt udvarokra, hogy az úszók nem győznek bocsánatot kérni egymástól az örökös ütközésekért.” 

## Képgaléria

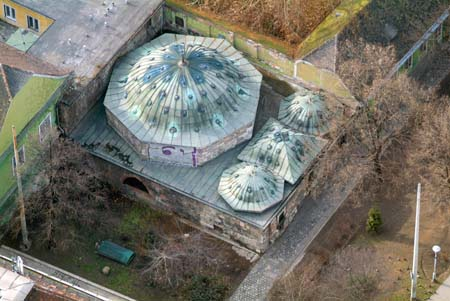
A Király fürdő madártávlatból
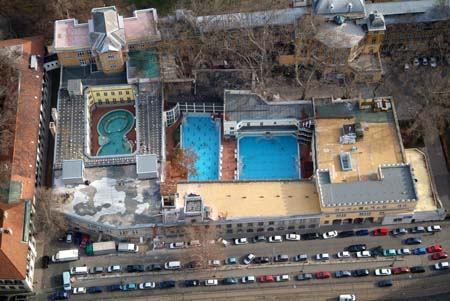
A Lukács fürdő légifotója
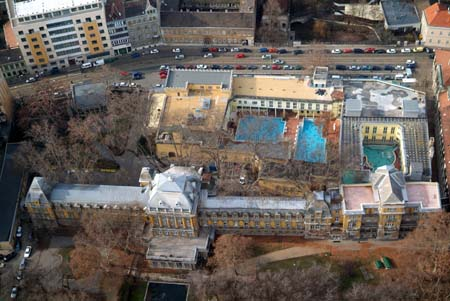
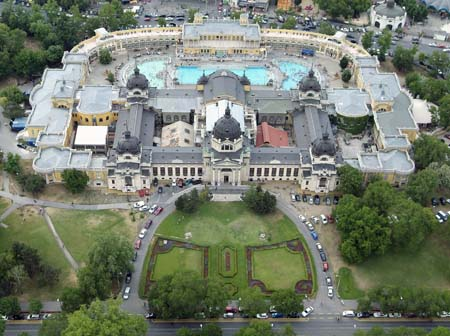
A Széchenyi gyógyfürdő a levegőből
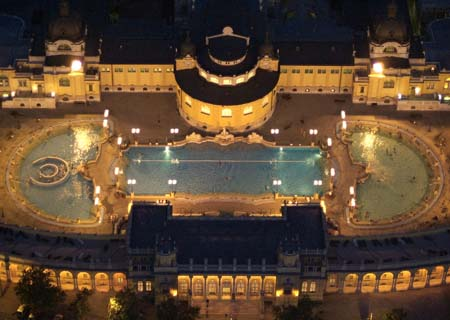
A Széchenyi gyógyfürdő éjszaka
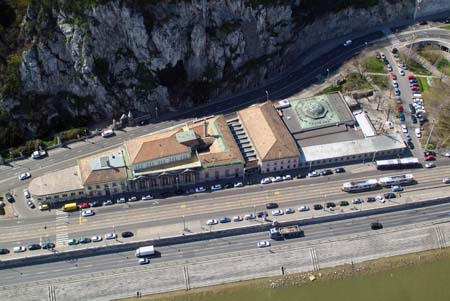
A Rudas fürdő légi fotója
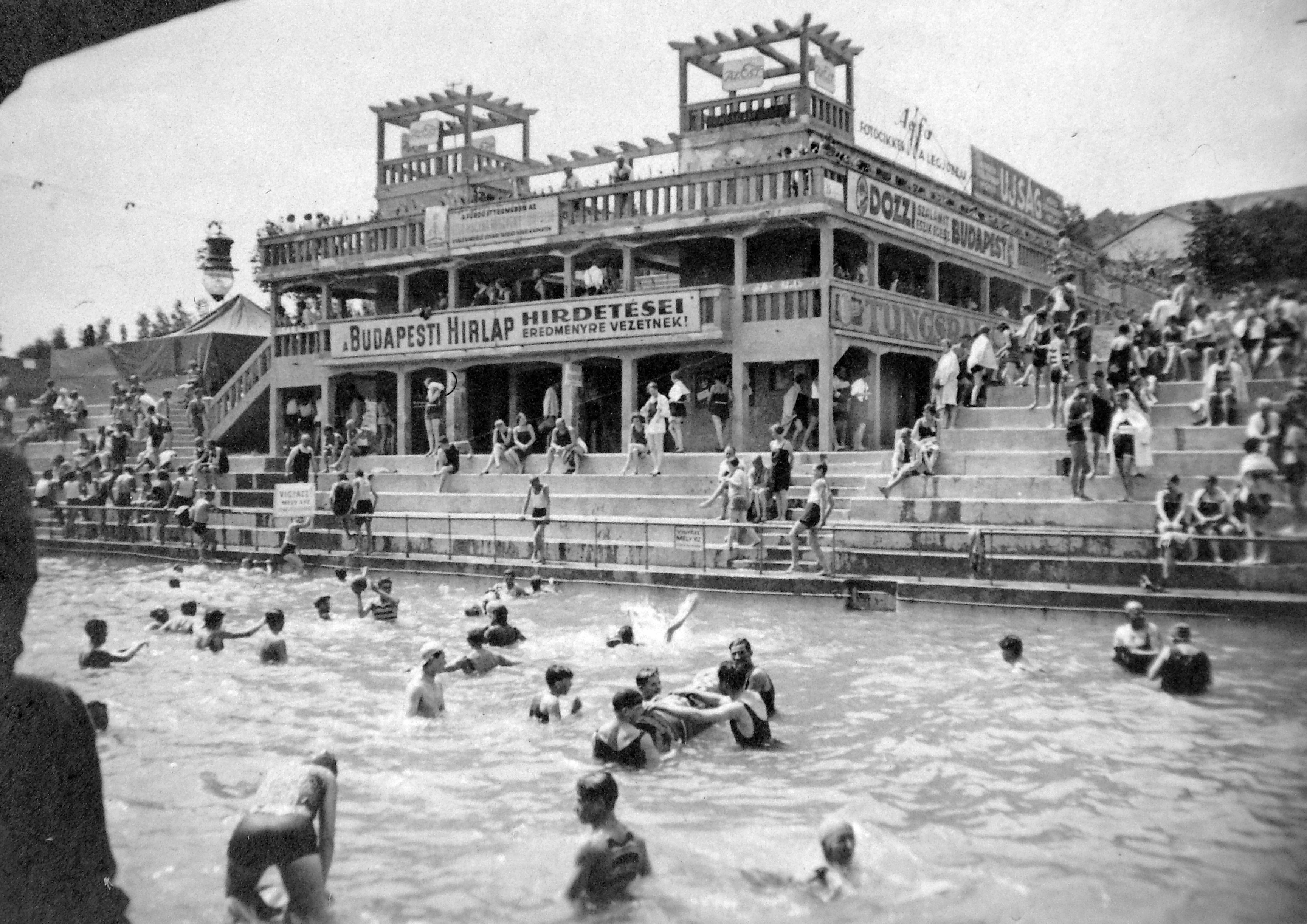
Csillaghegy, Árpád strandfürdő 1935-ben
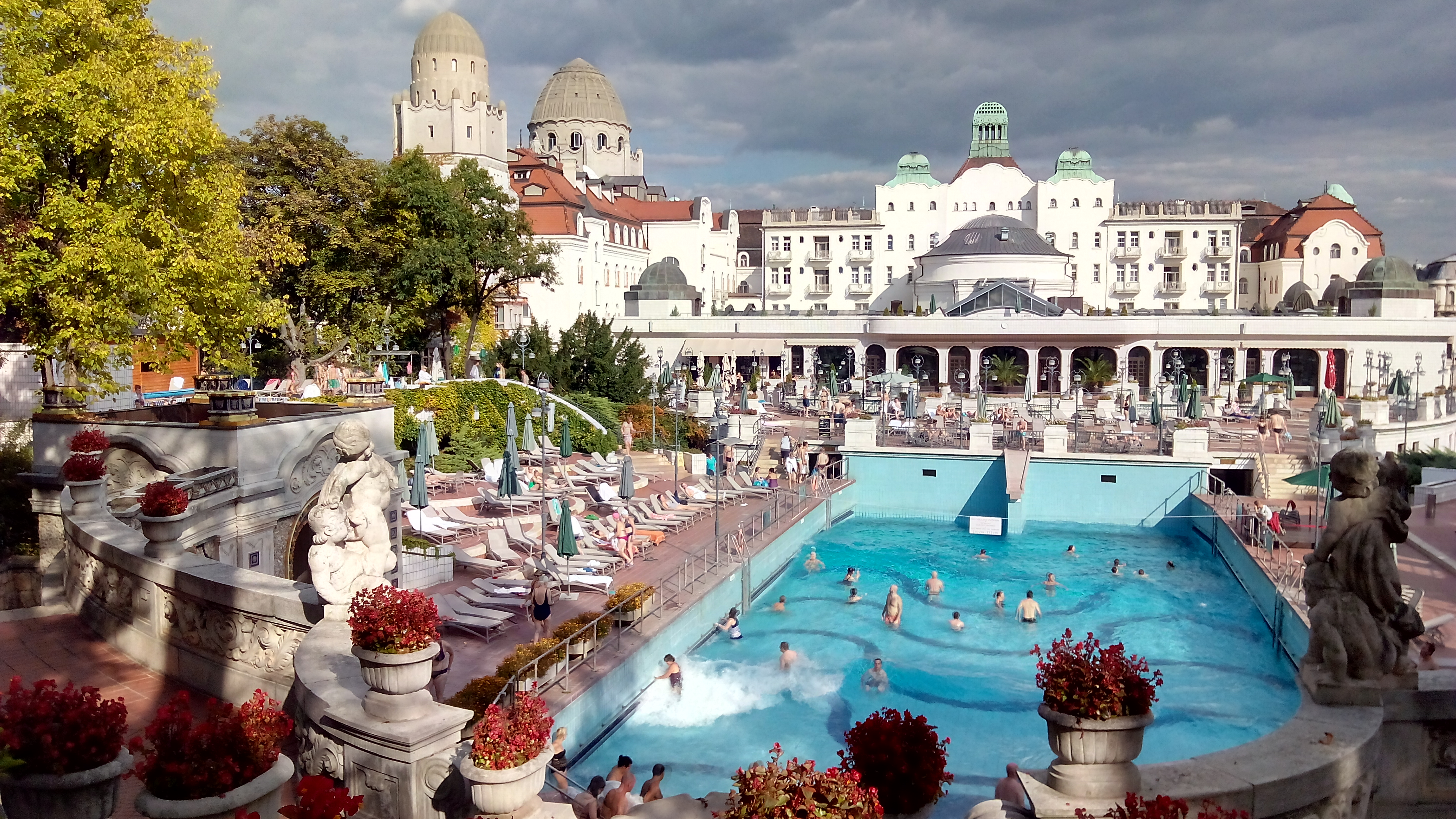
Gellért fürdő, hullámmedence
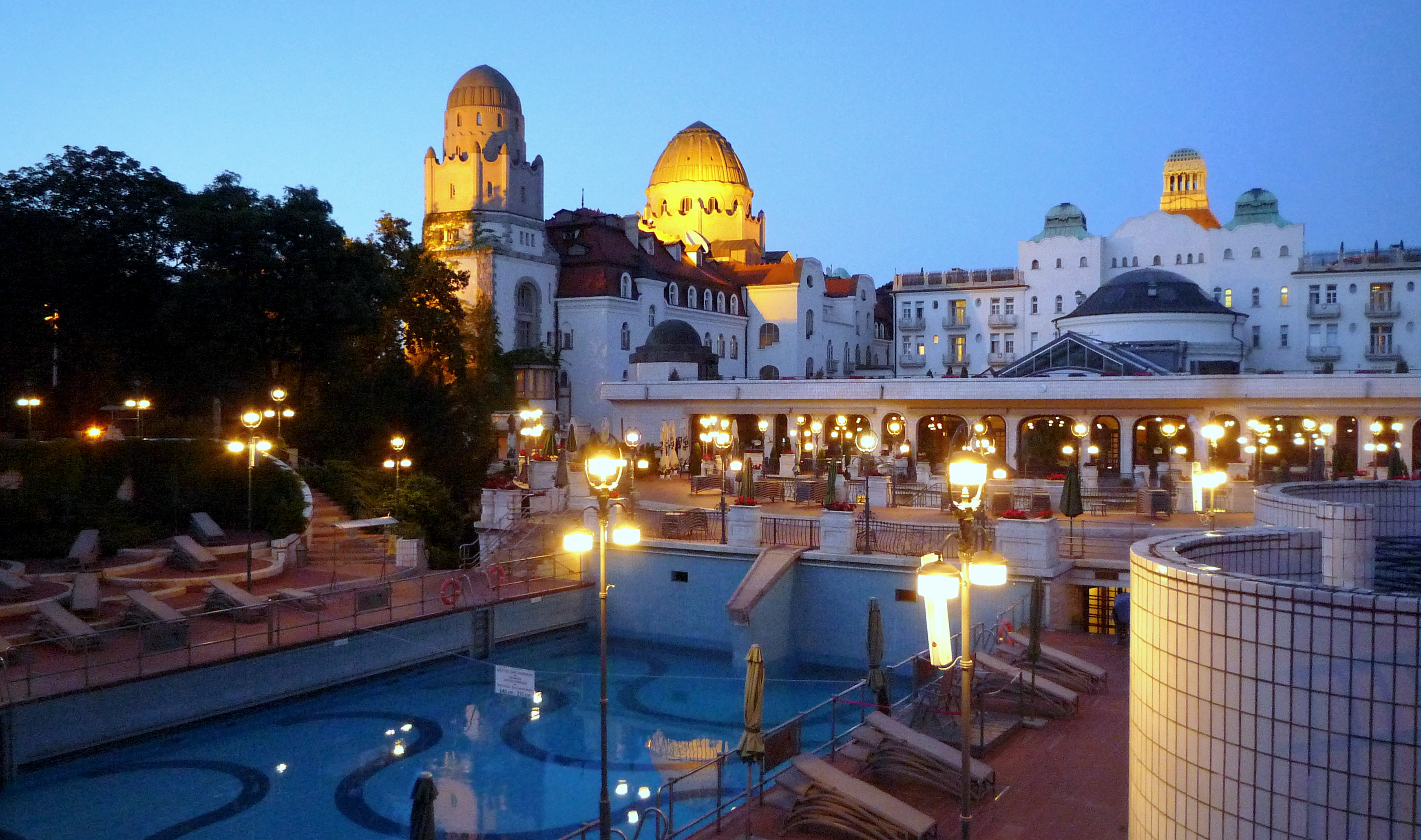
Gellért fürdő, hullámmedence
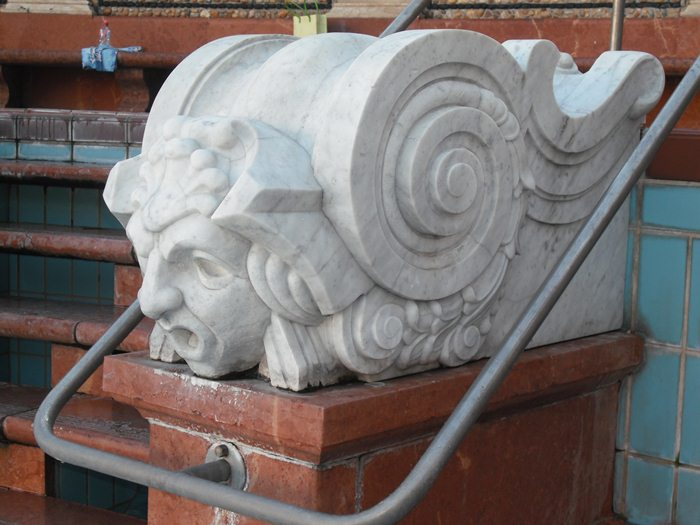
Gellért fürdő, hullámmedence szobor
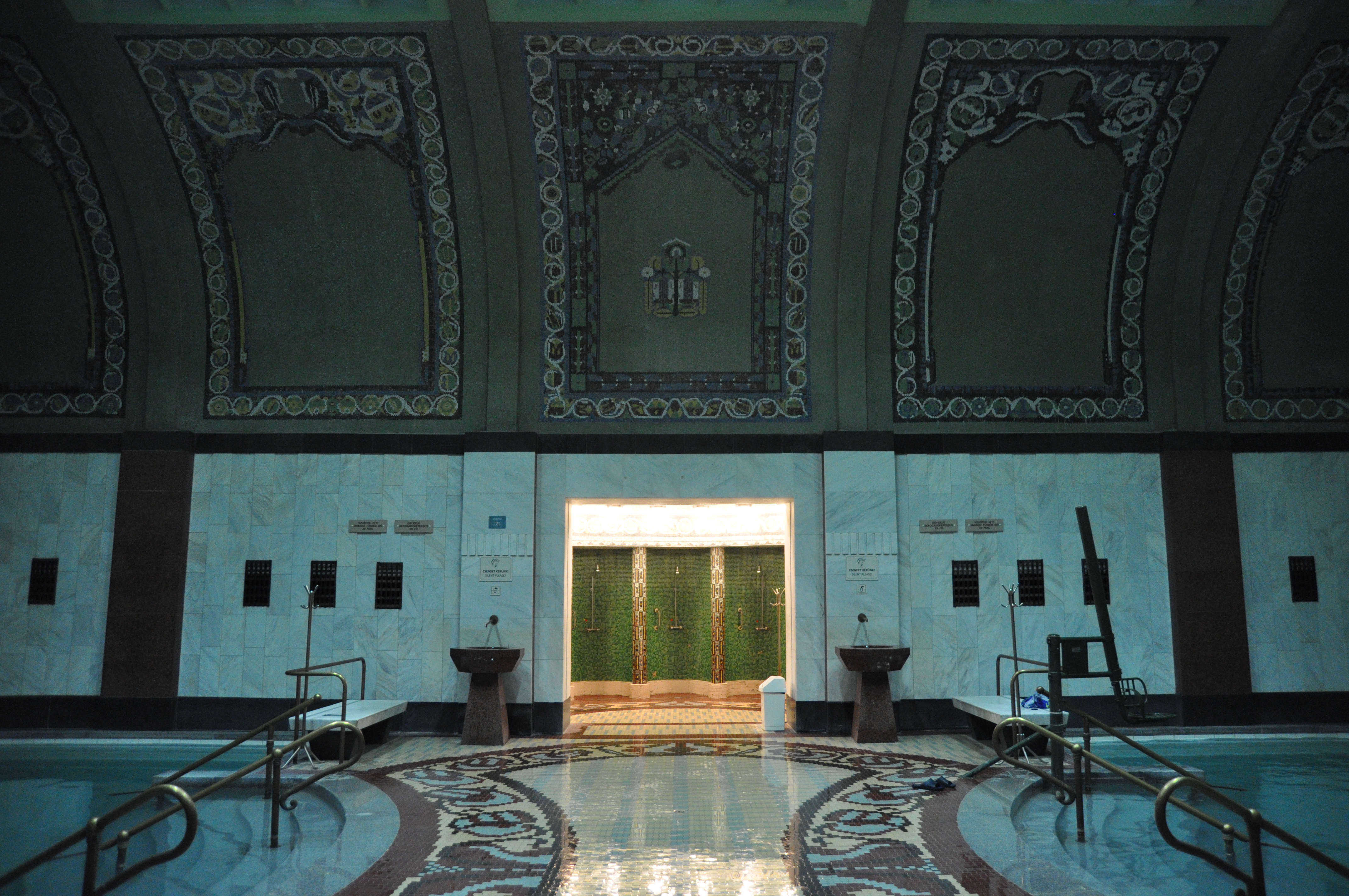
Gellért fürdő, termálmedencék
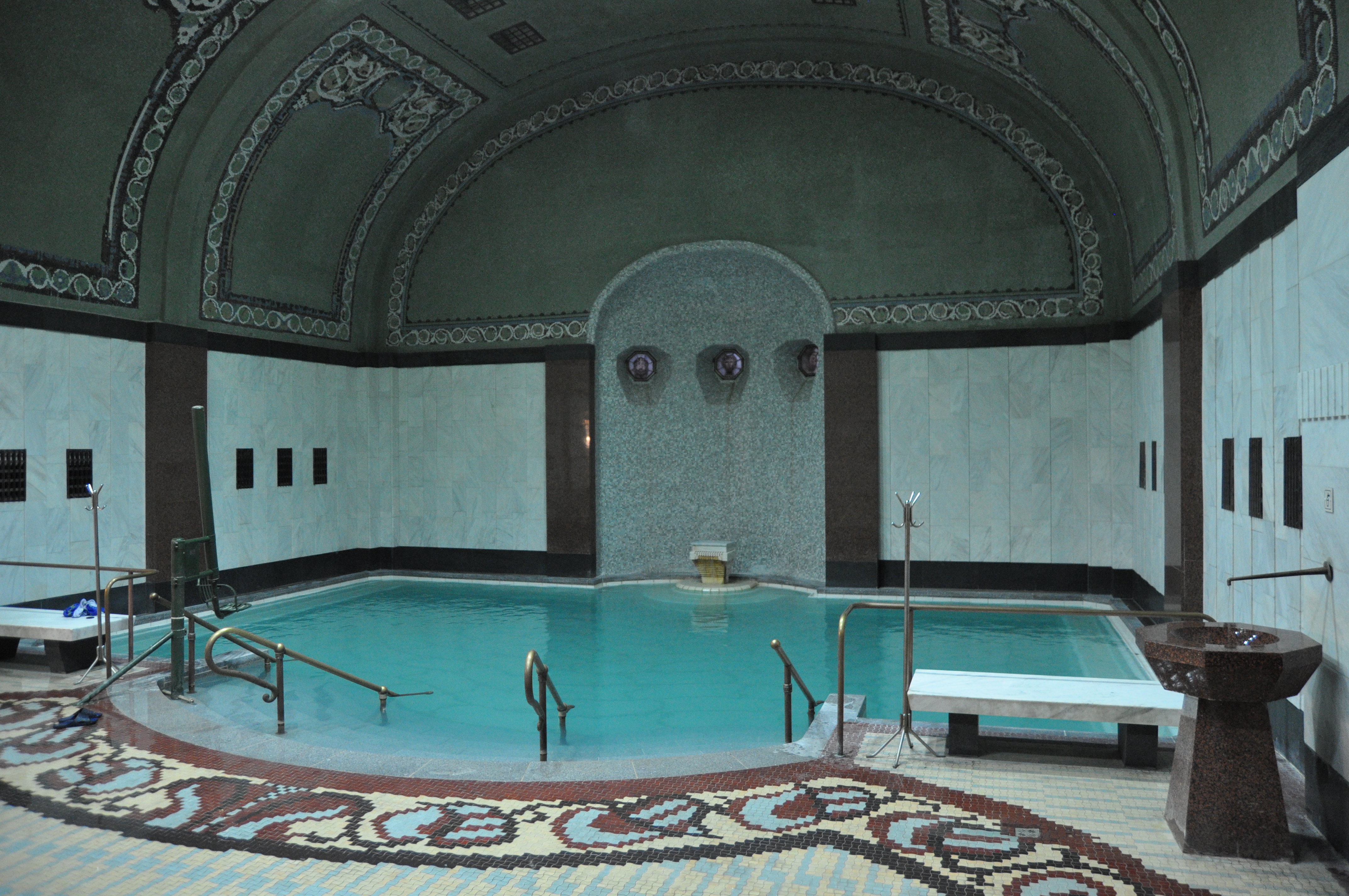
Gellért fürdő, termálmedence
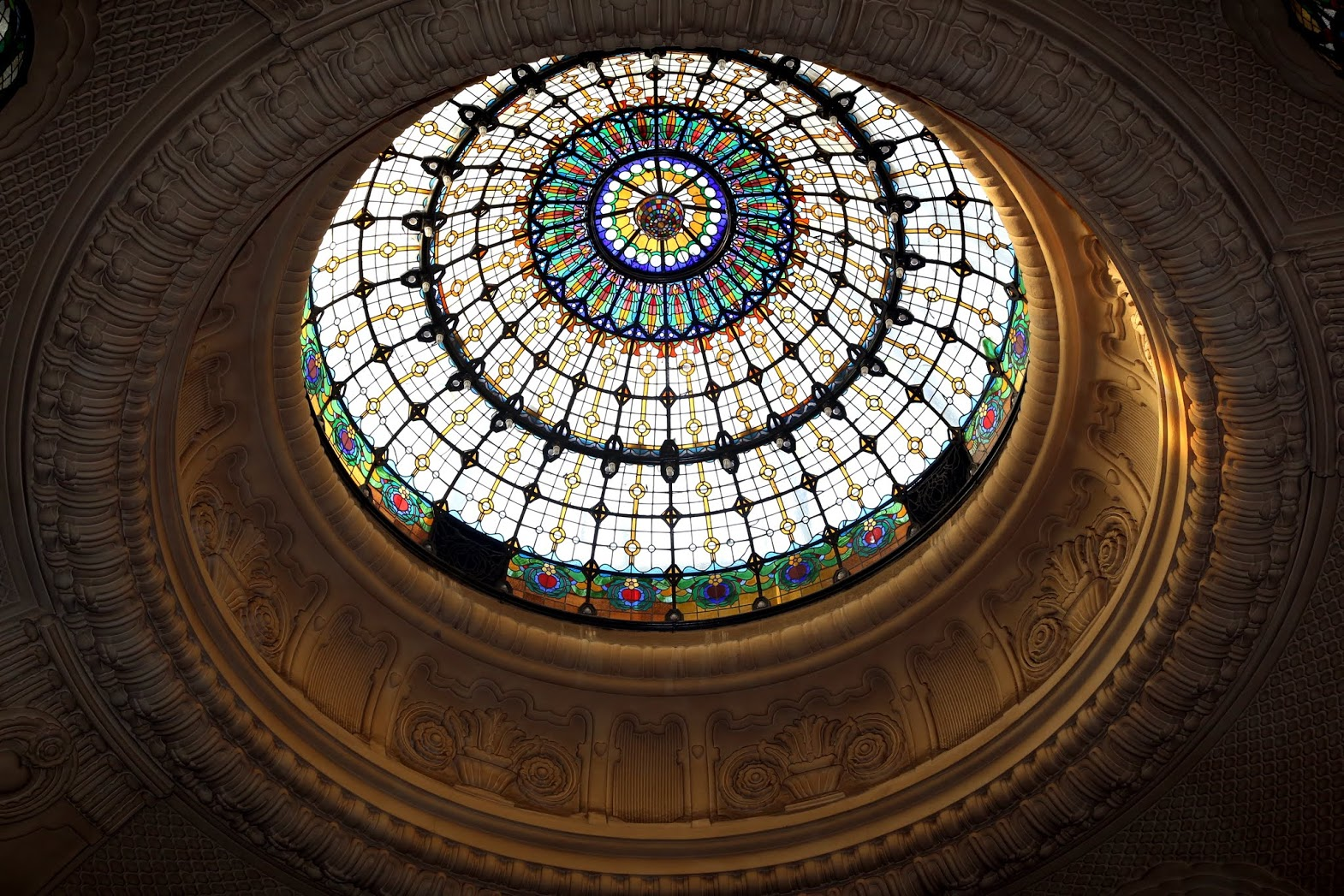
Gellért fürdő, előcsarnok kulopa
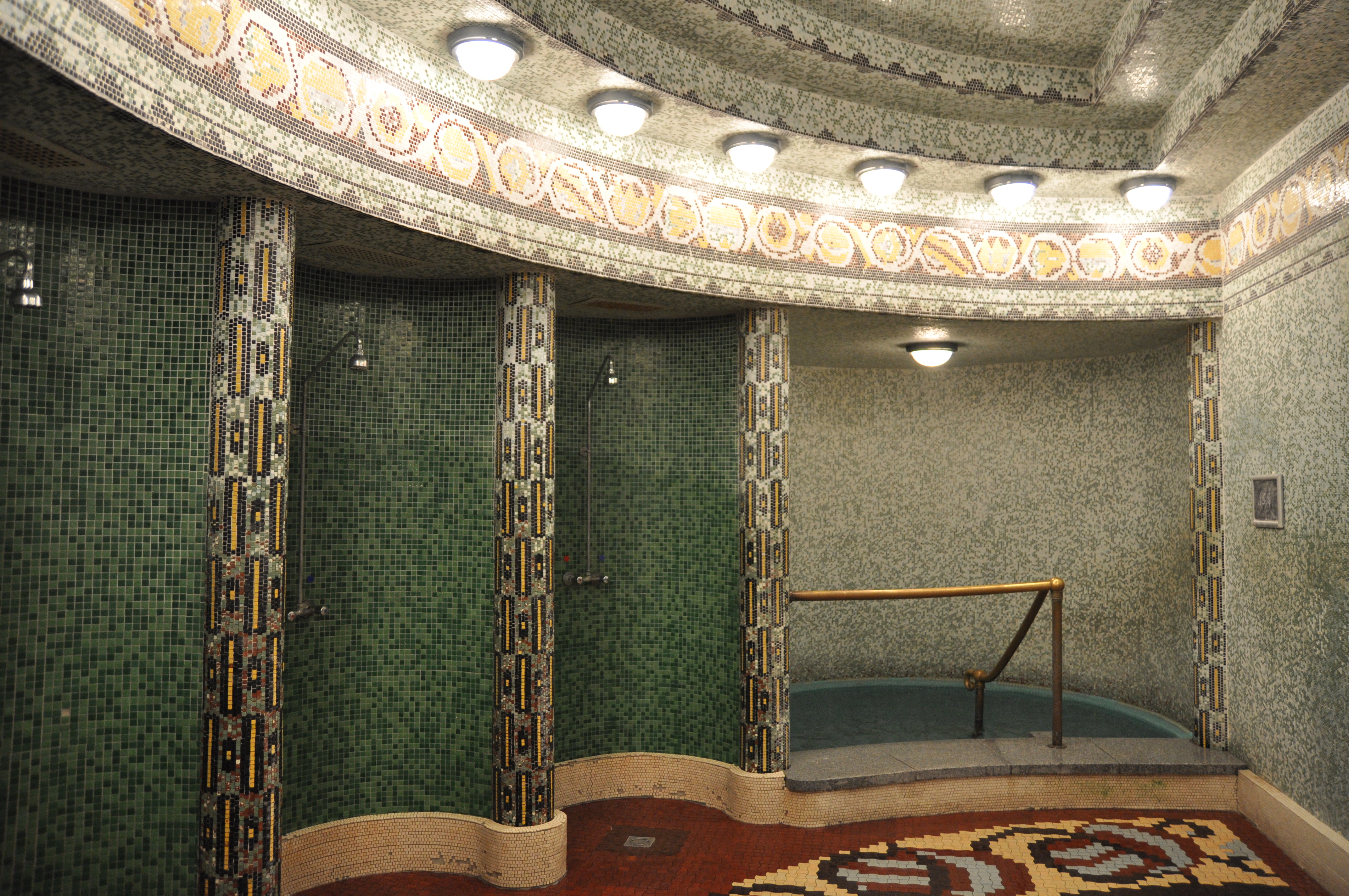
Gellért fürdő, merülőmedence
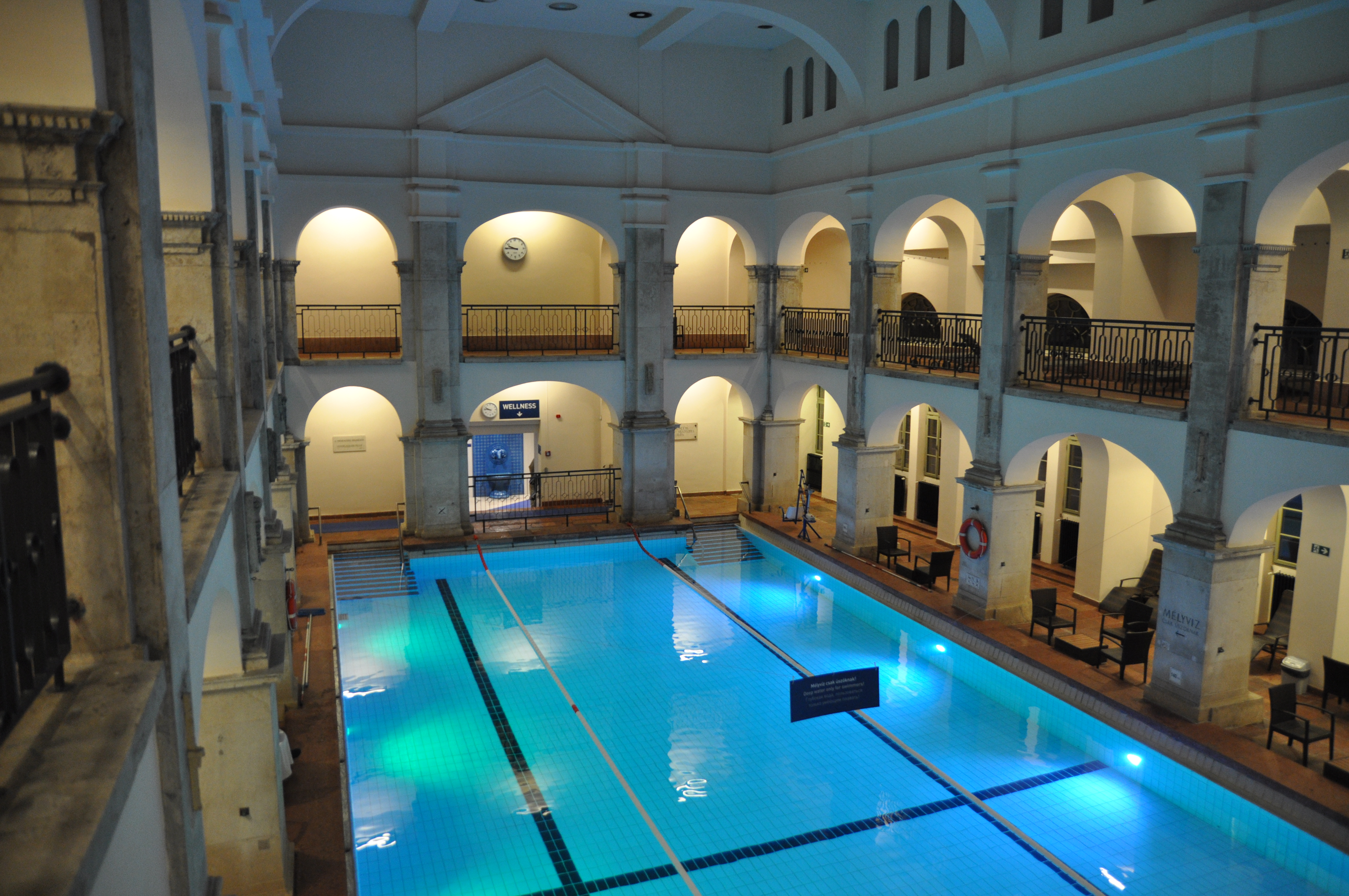
Rudas fürdő, úszómedence
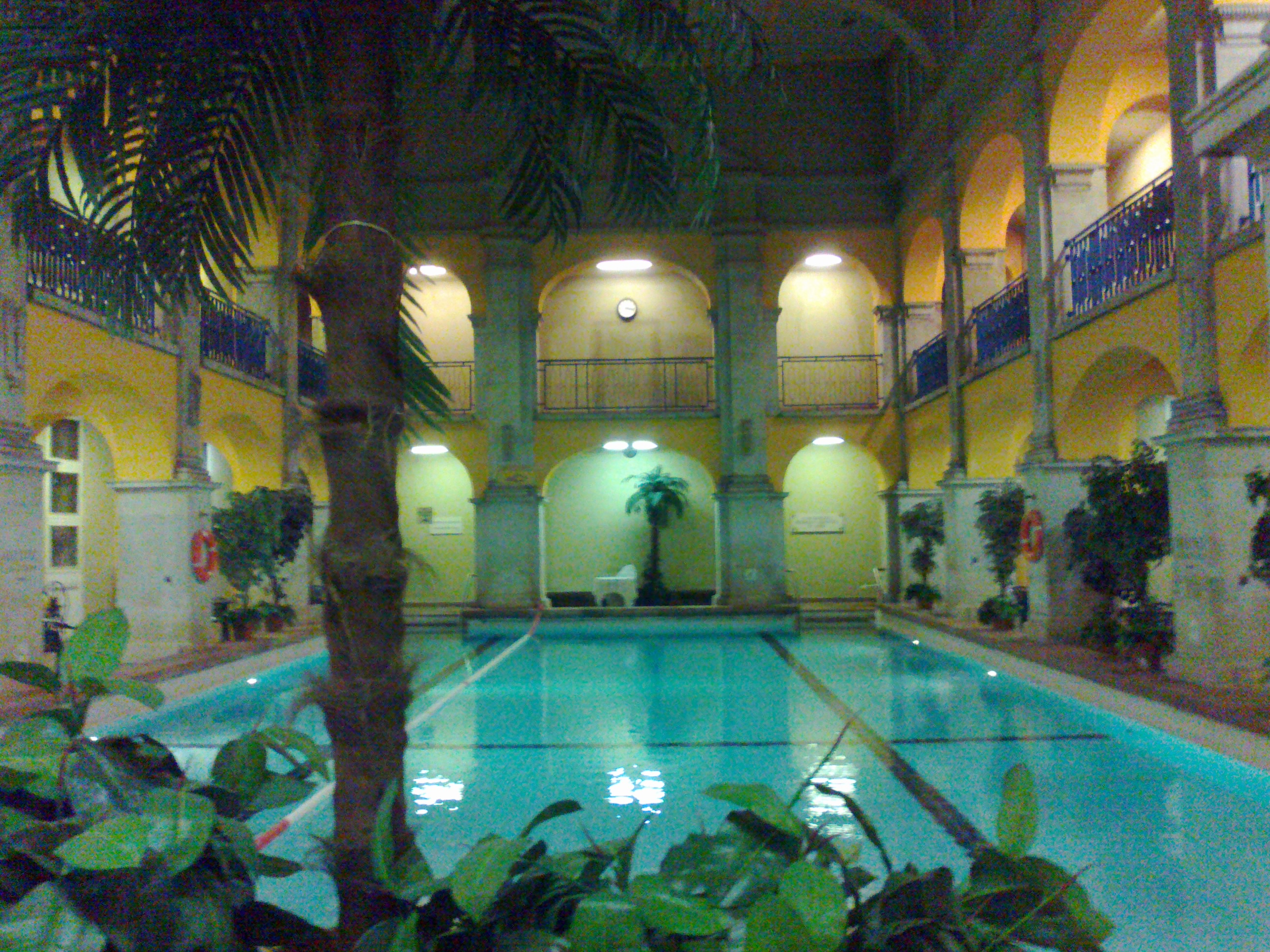
Rudas fürdő, úszómedence
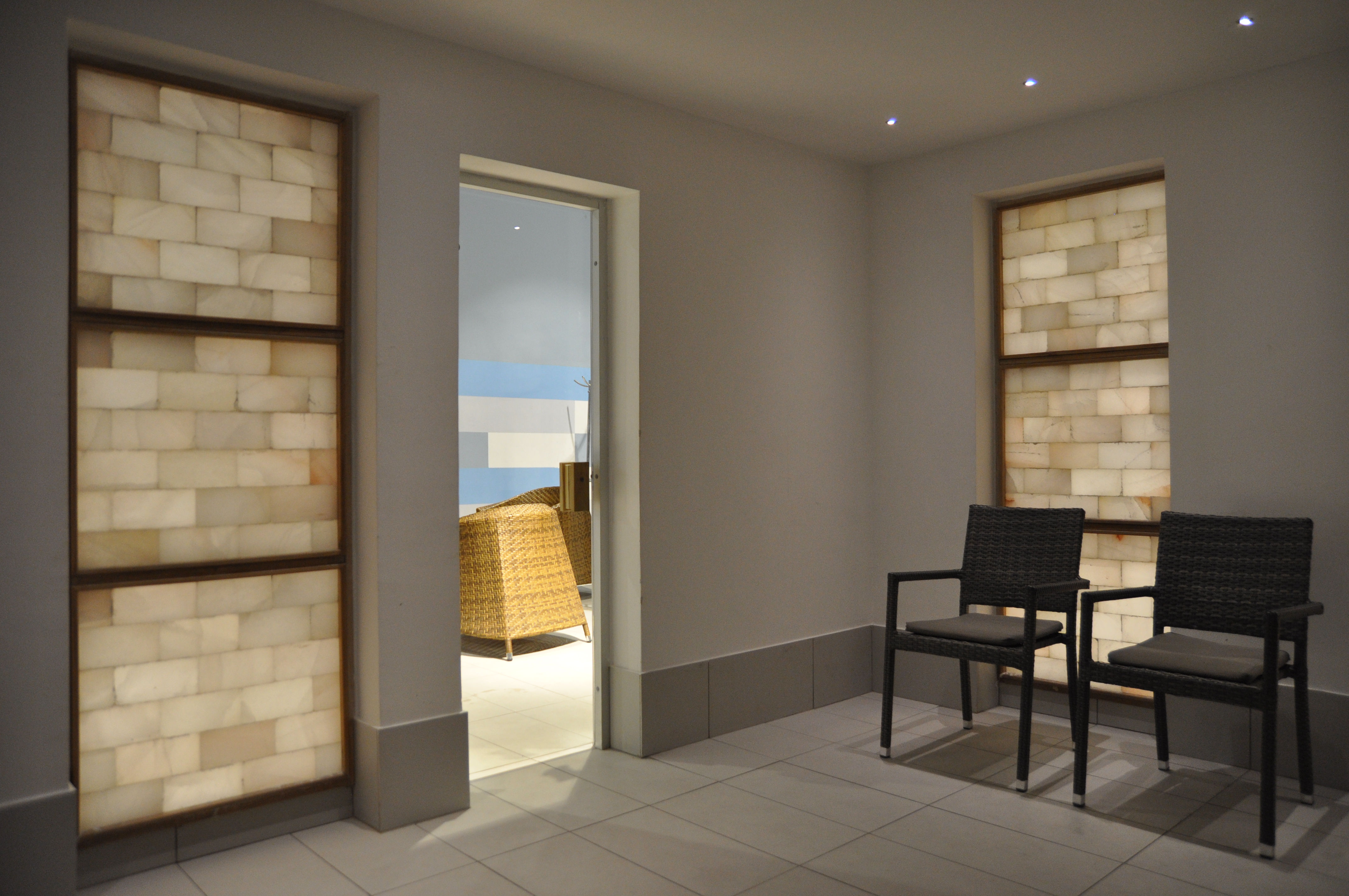
Rudas fürdő, sókamra
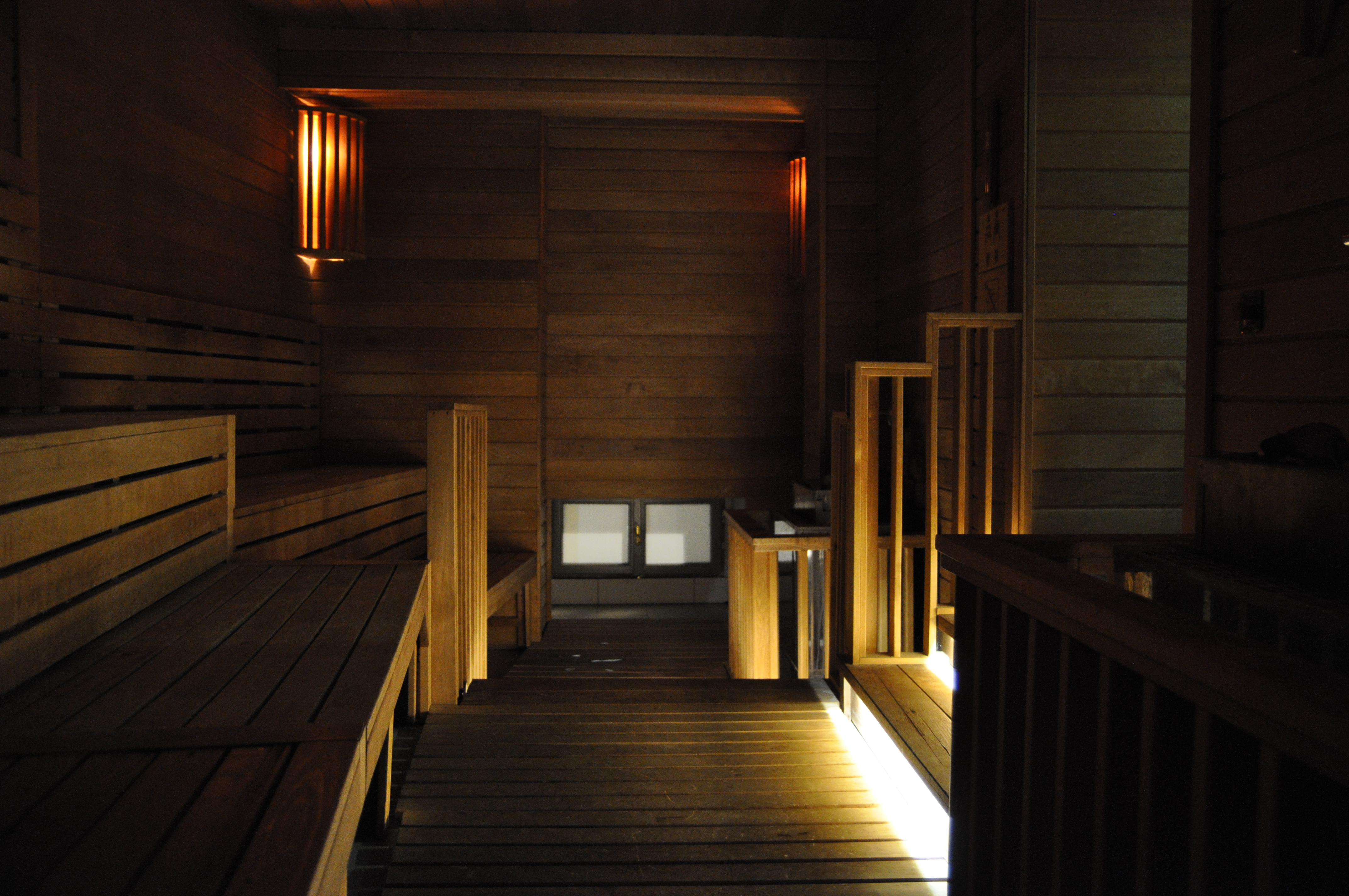
Rudas fürdő, finn szauna
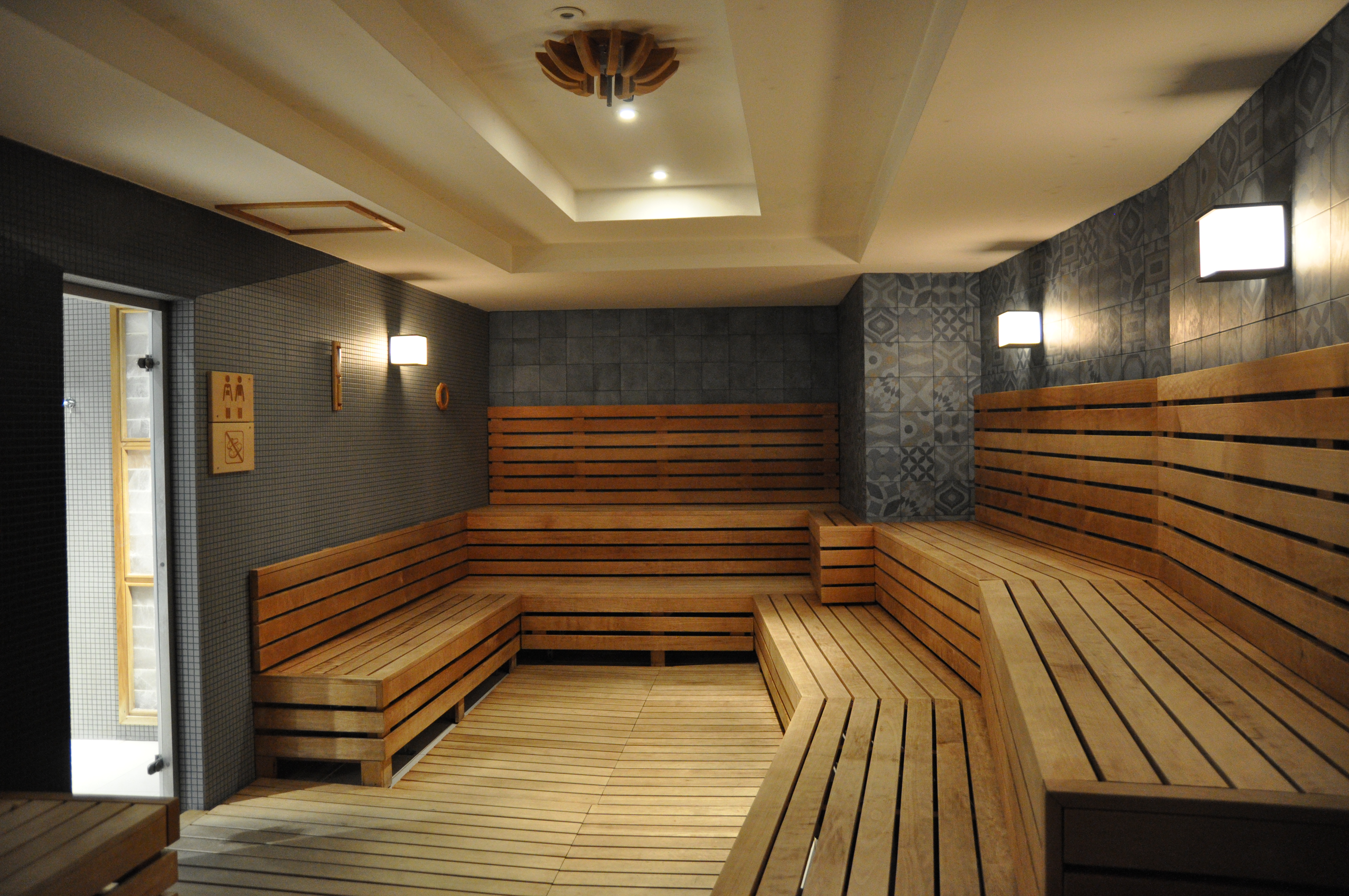
Rudas fürdő, hőlégkamra
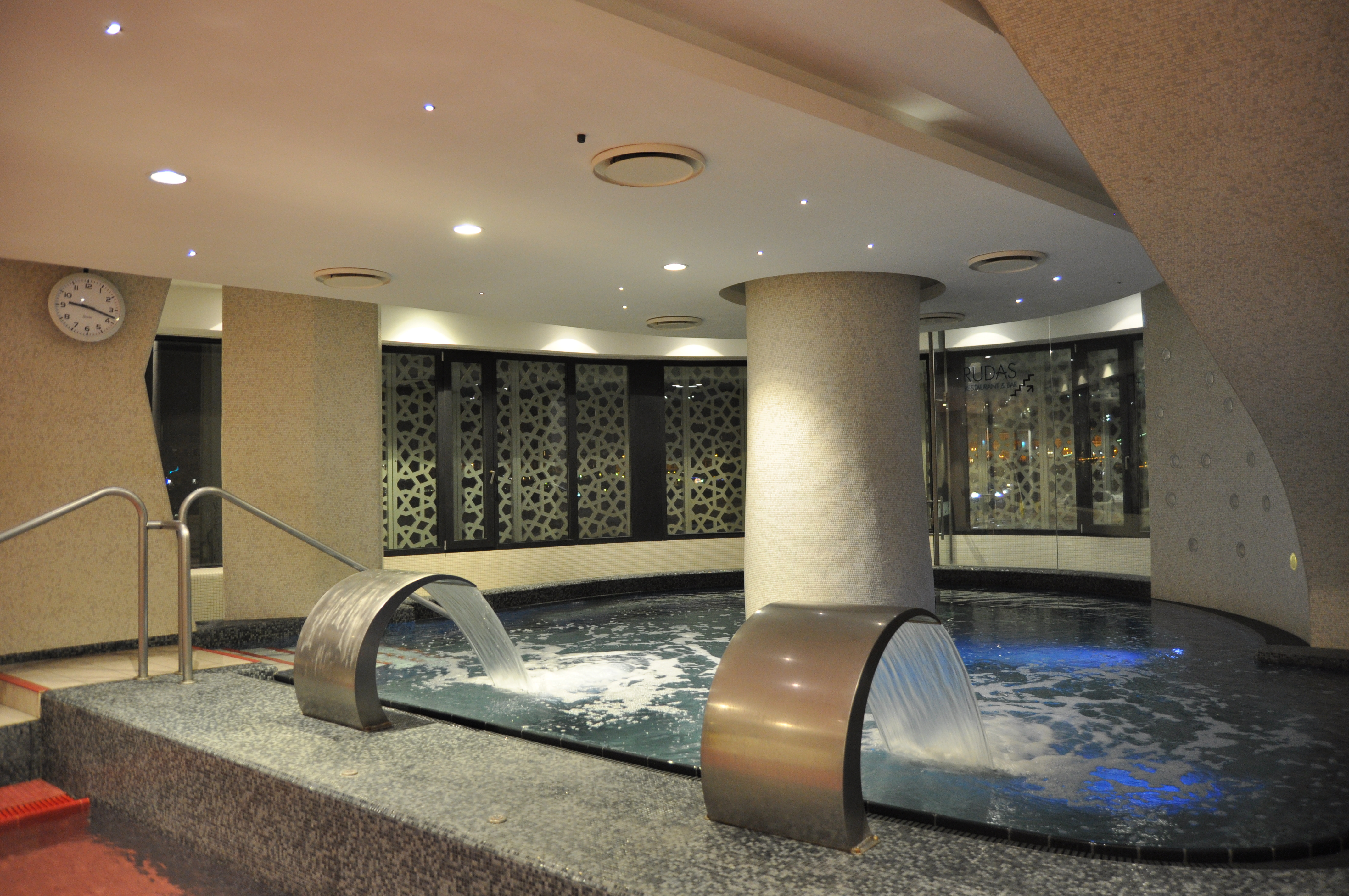
Rudas fürdő, élménymedence
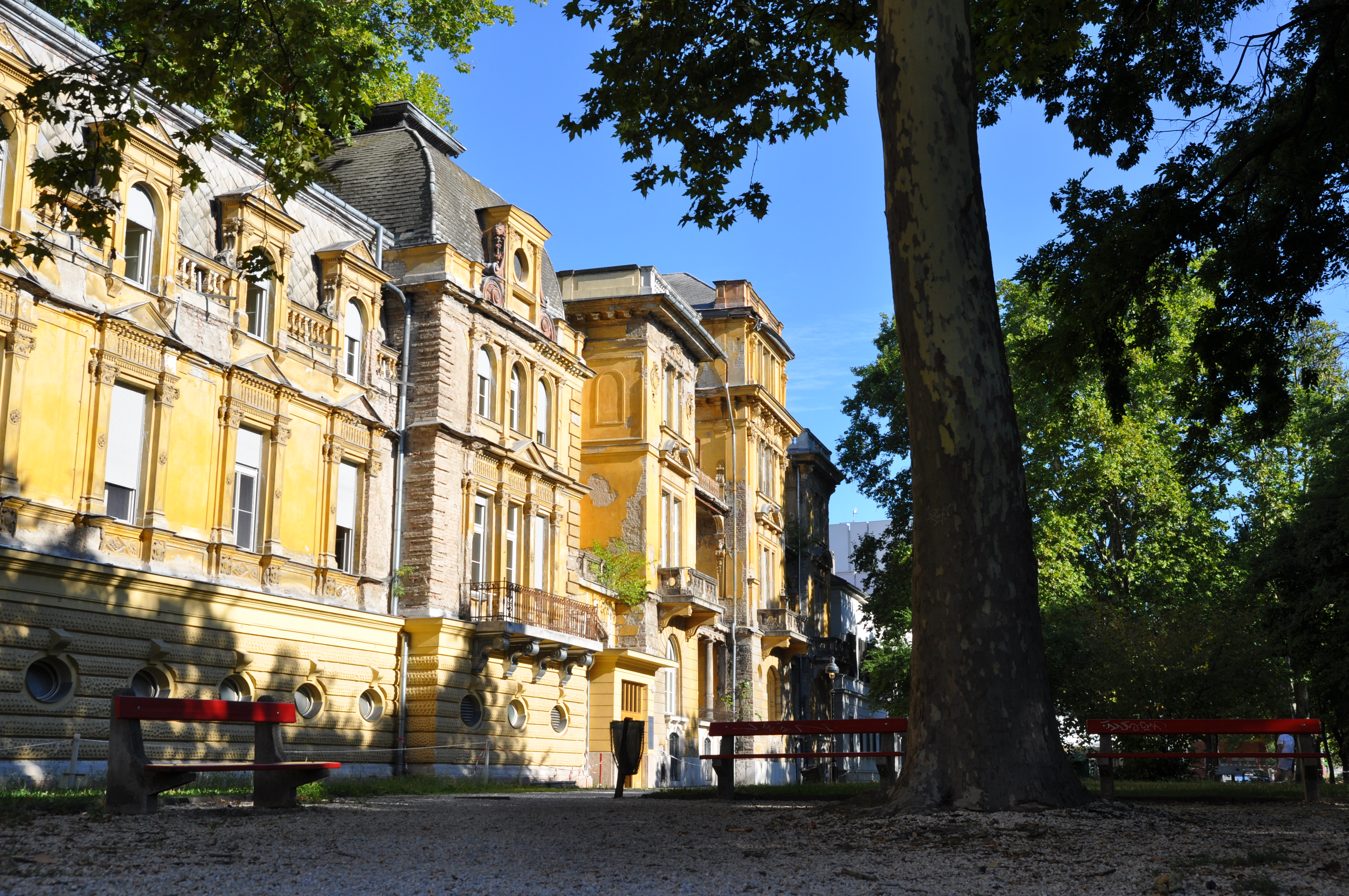
Lukács fürdő
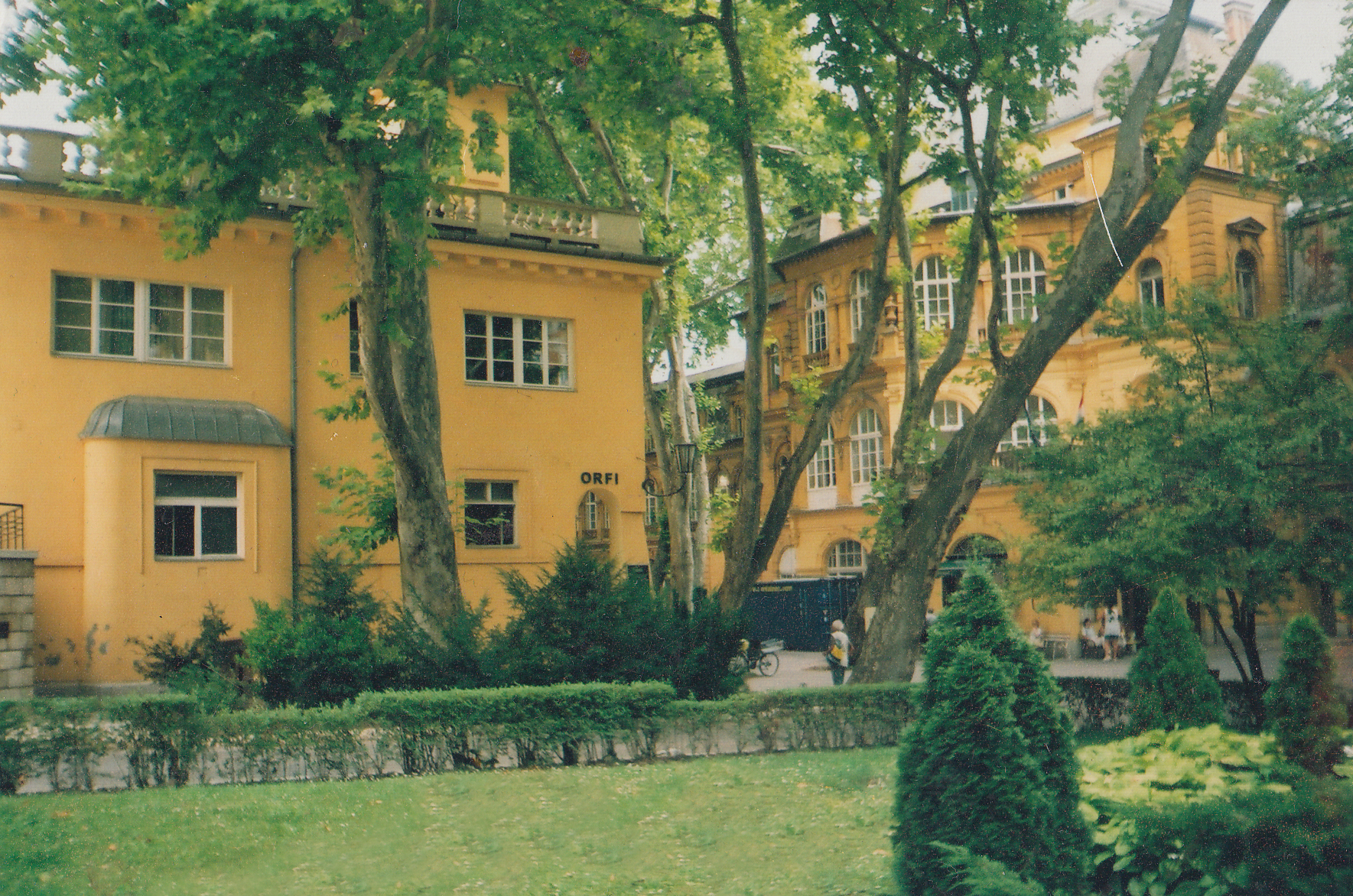
Lukács fürdő, udvar
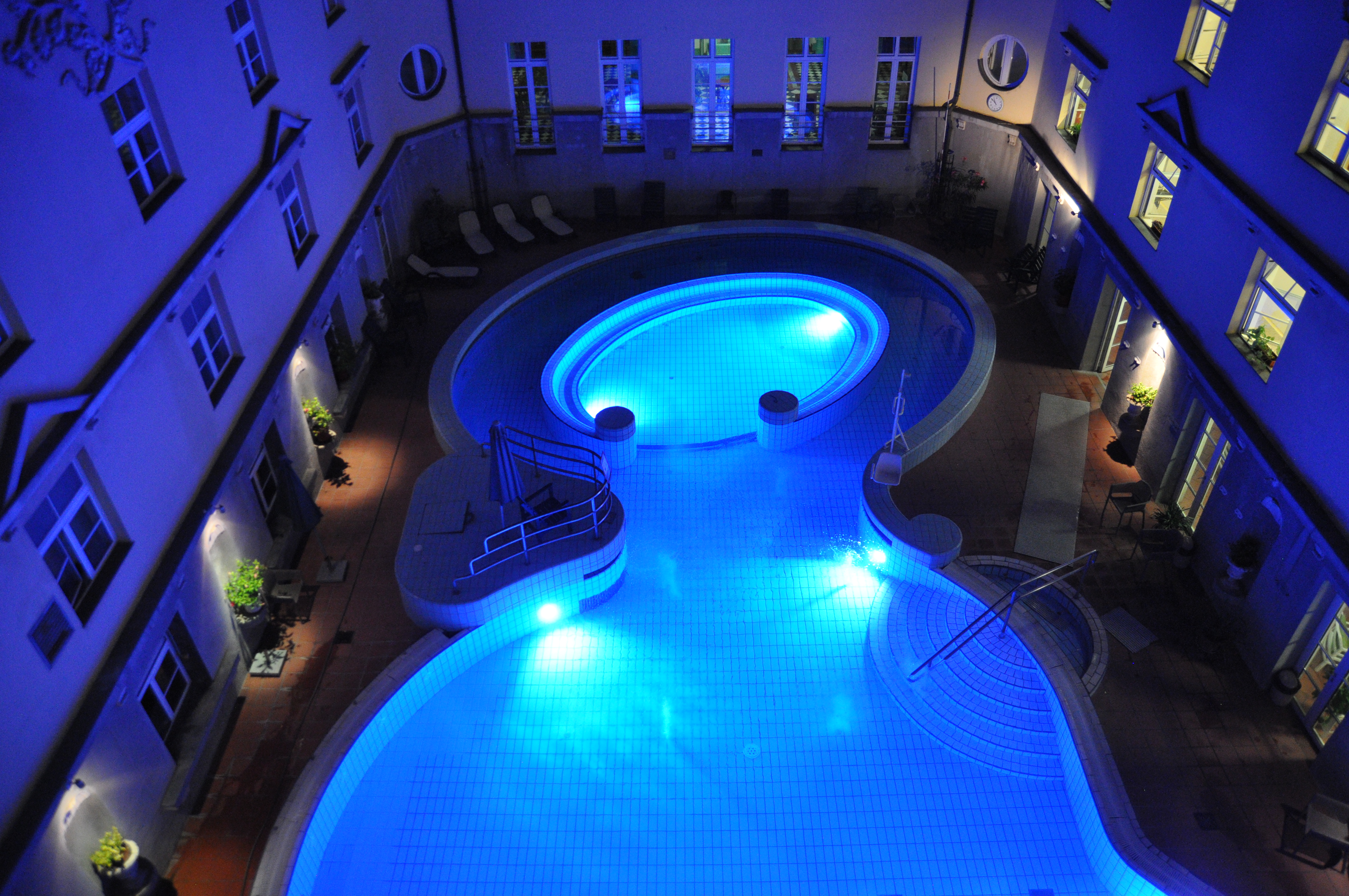
Lukács fürdő, élménymedence
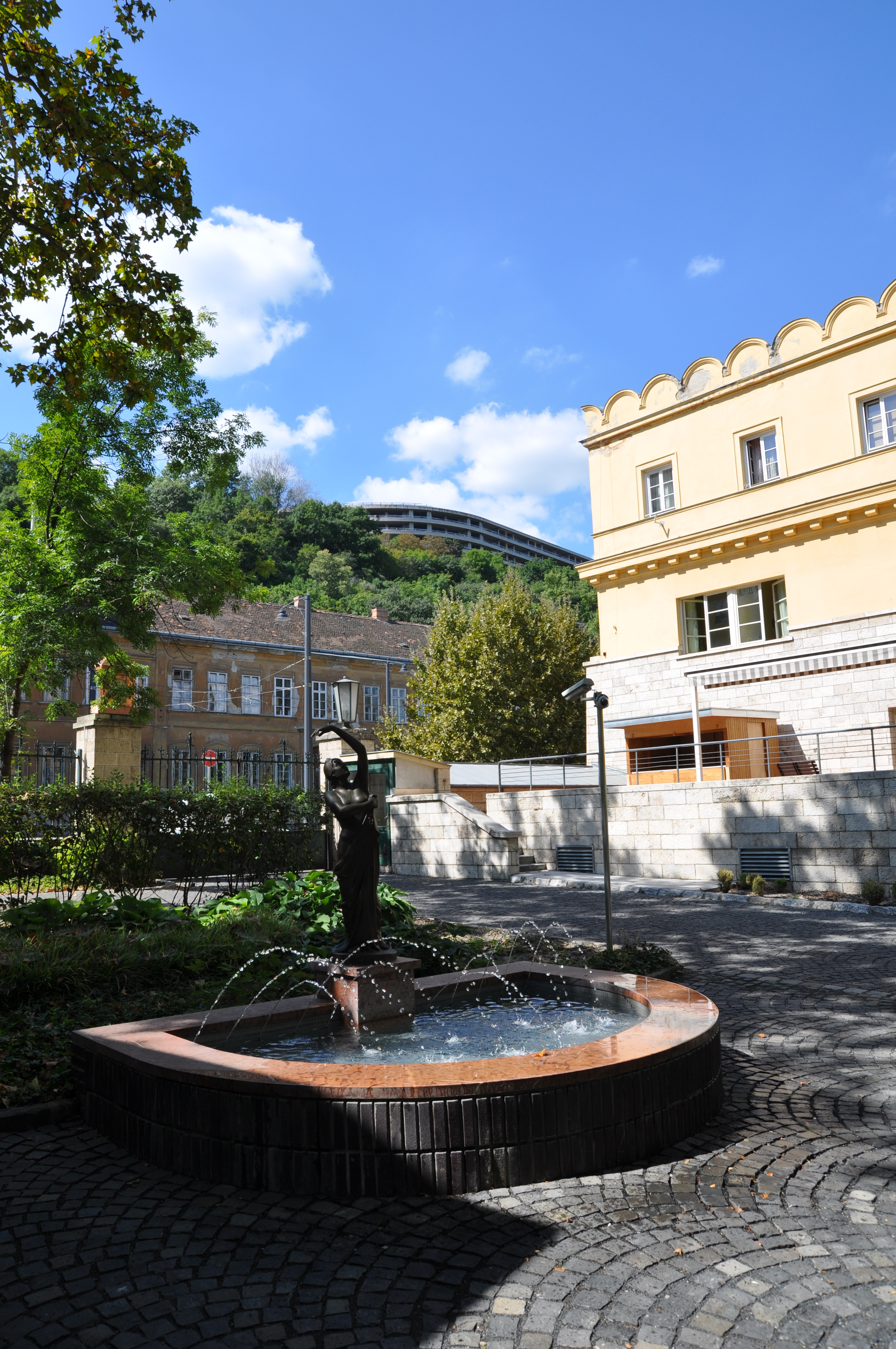
Lukács fürdő
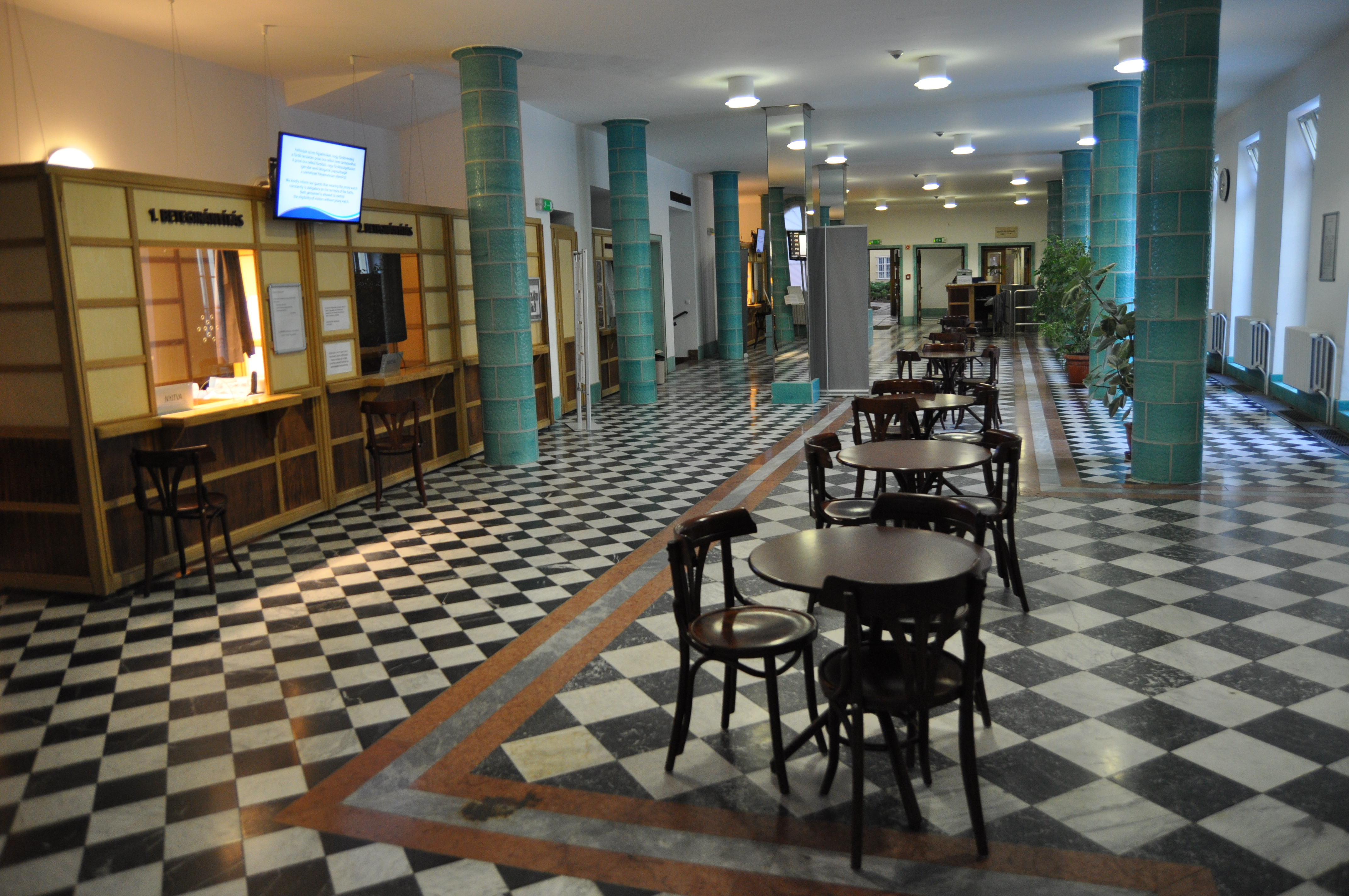
Lukács fürdő, előcsarnok
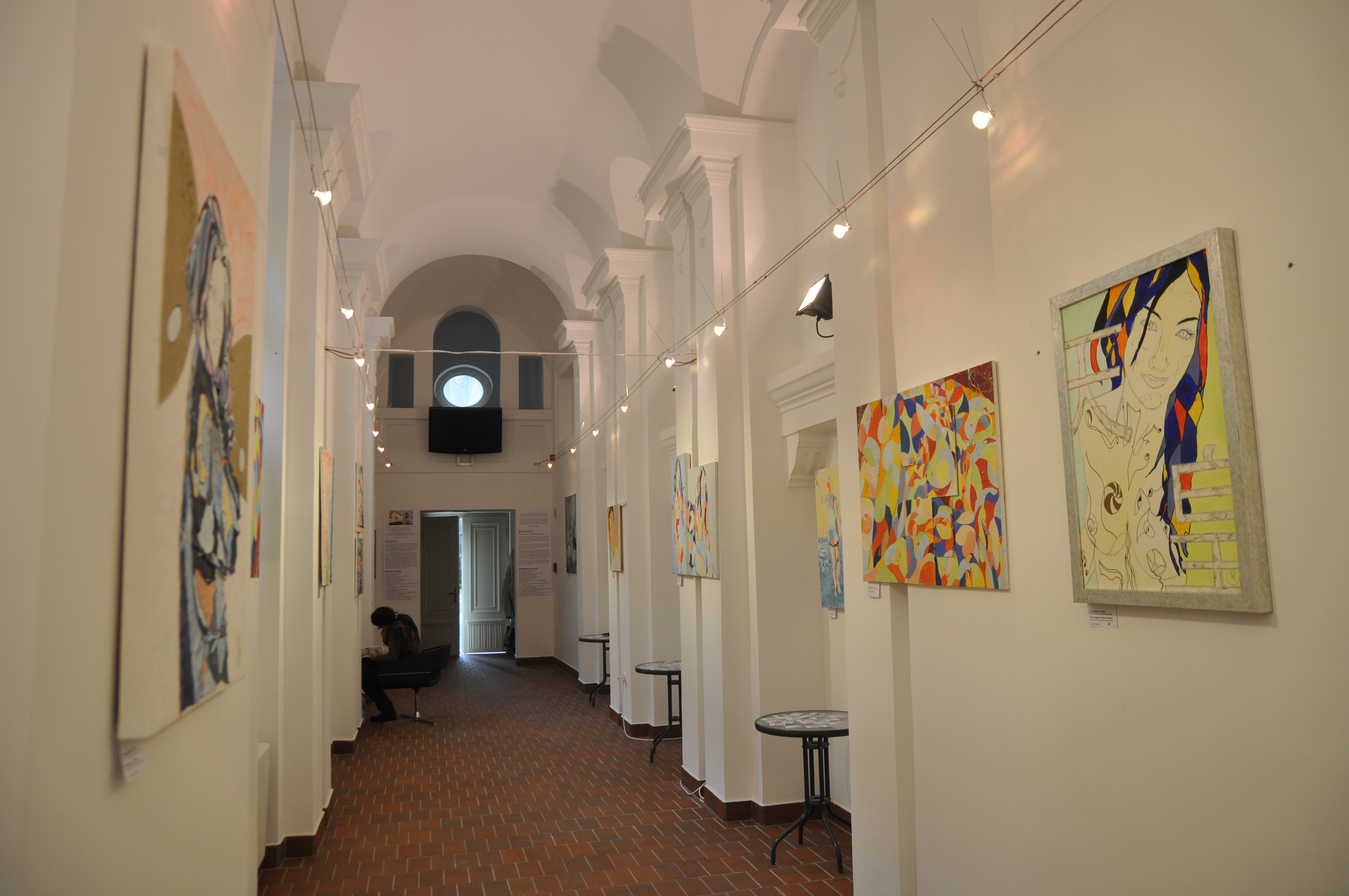
Lukács fürdő, galéria
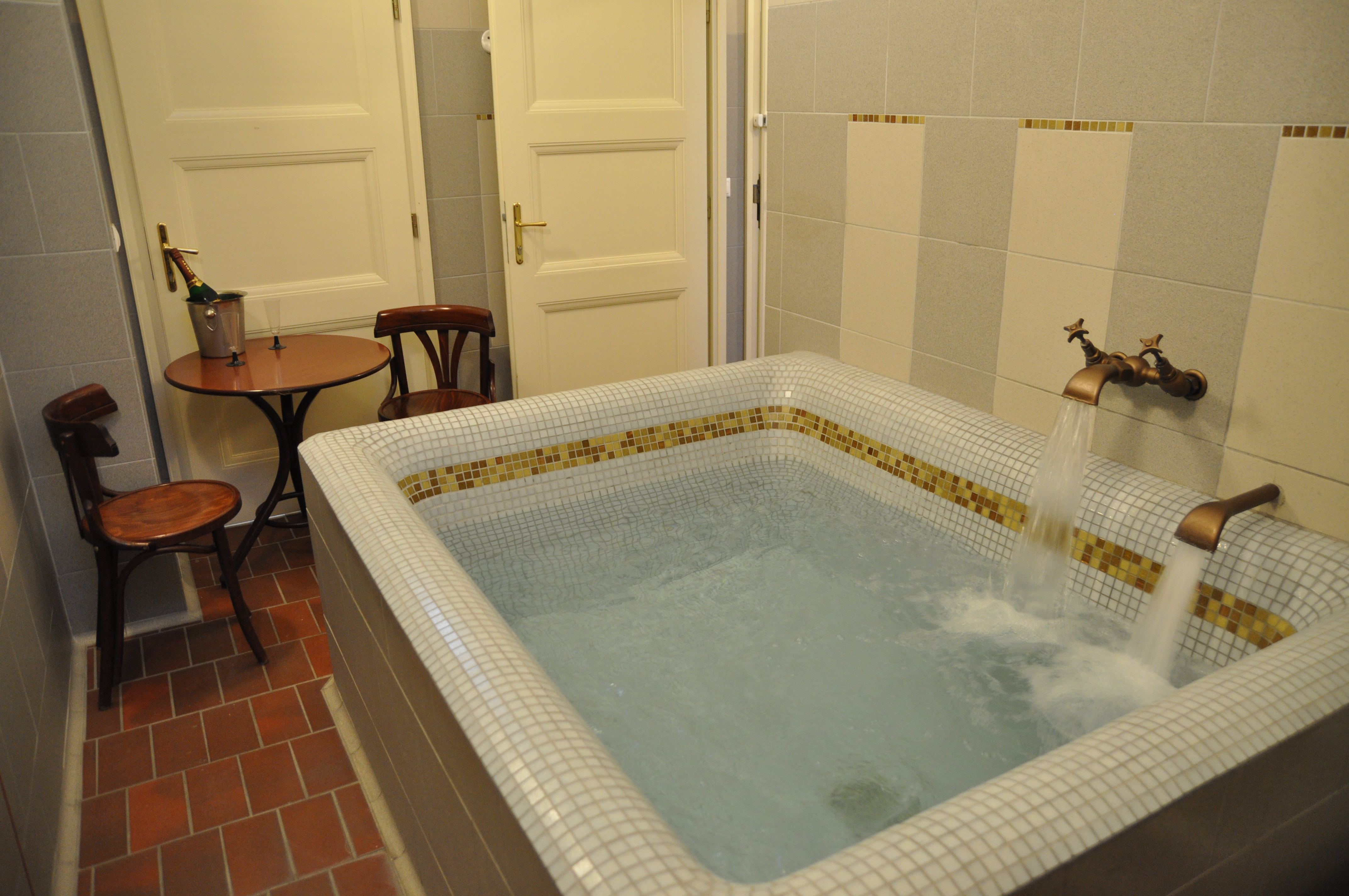
Lukács fürdő, díszkád
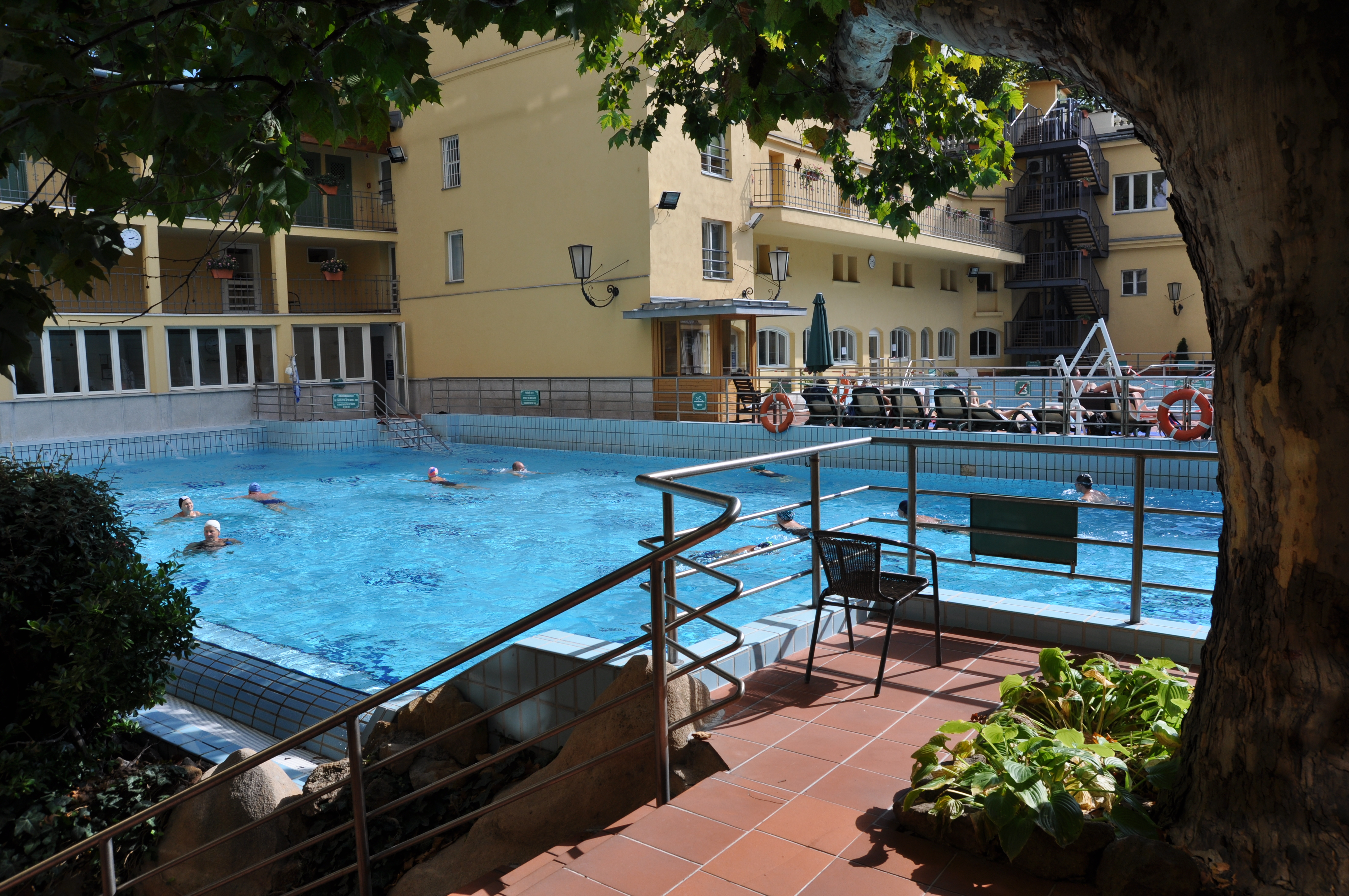
Lukács fürdő, 26 ℃ fokos úszómedence
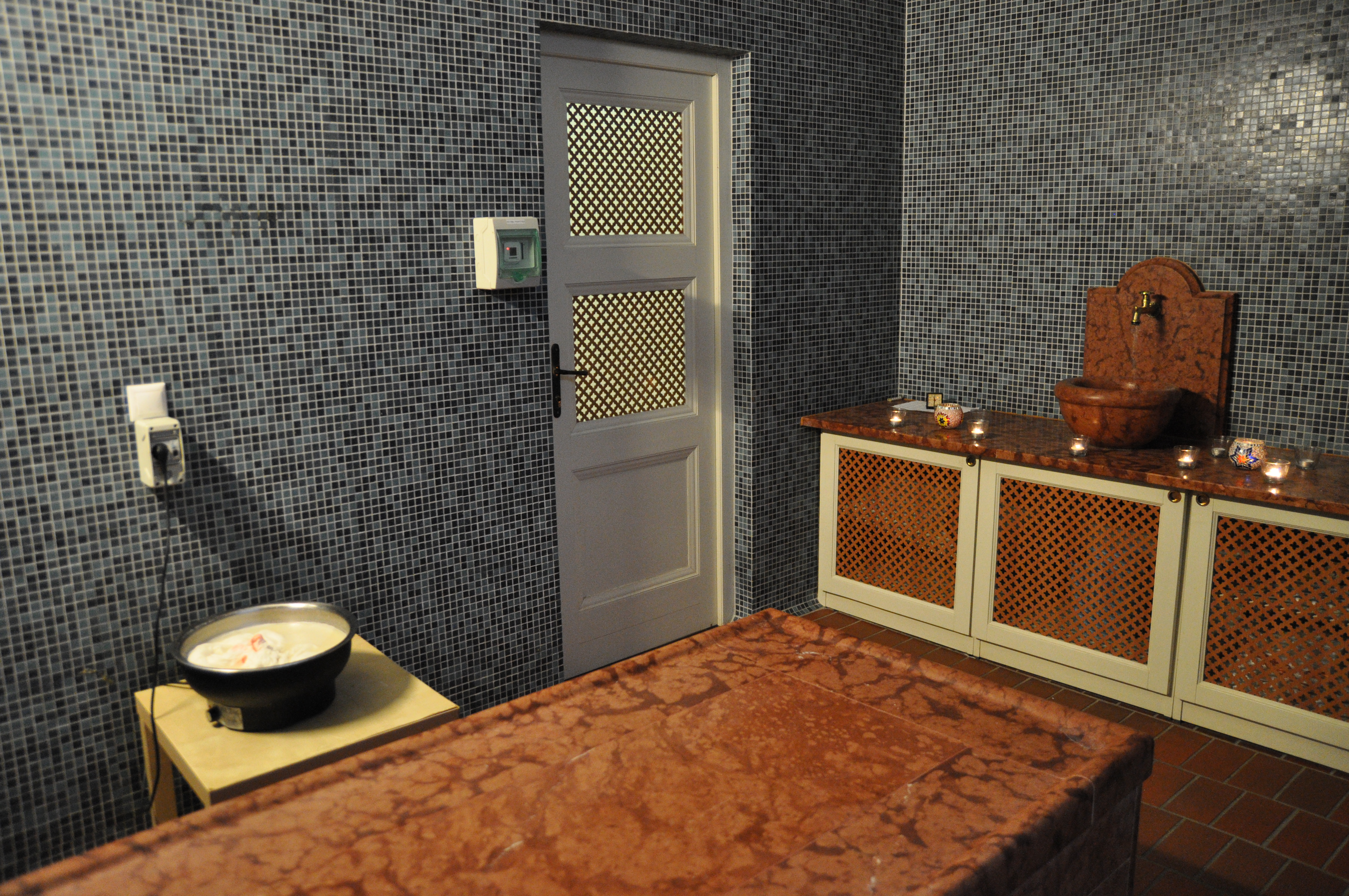
Lukács fürdő, török masszázs
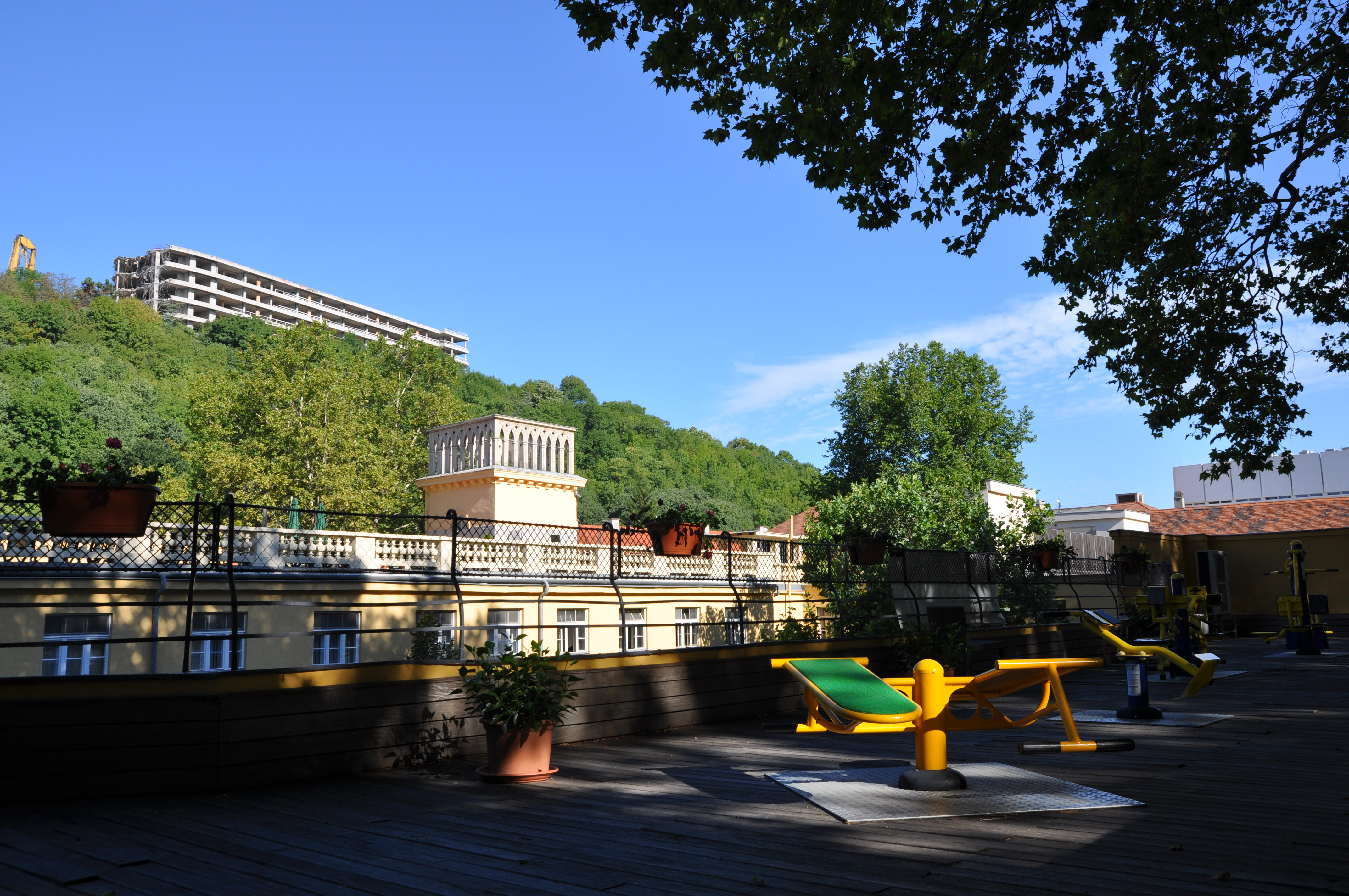
Lukács fürdő, fitness terasz
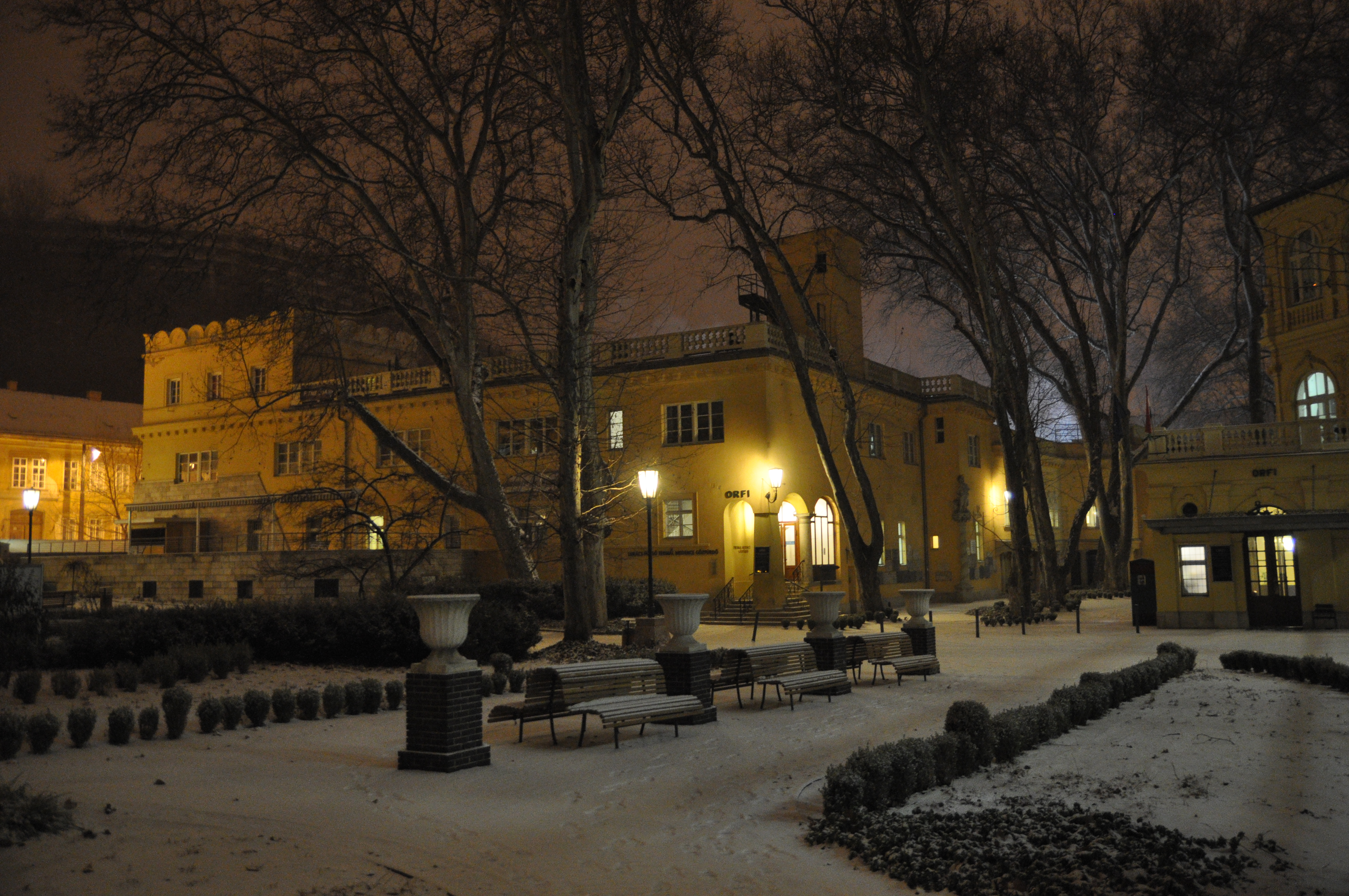
Lukács fürdő, udvar
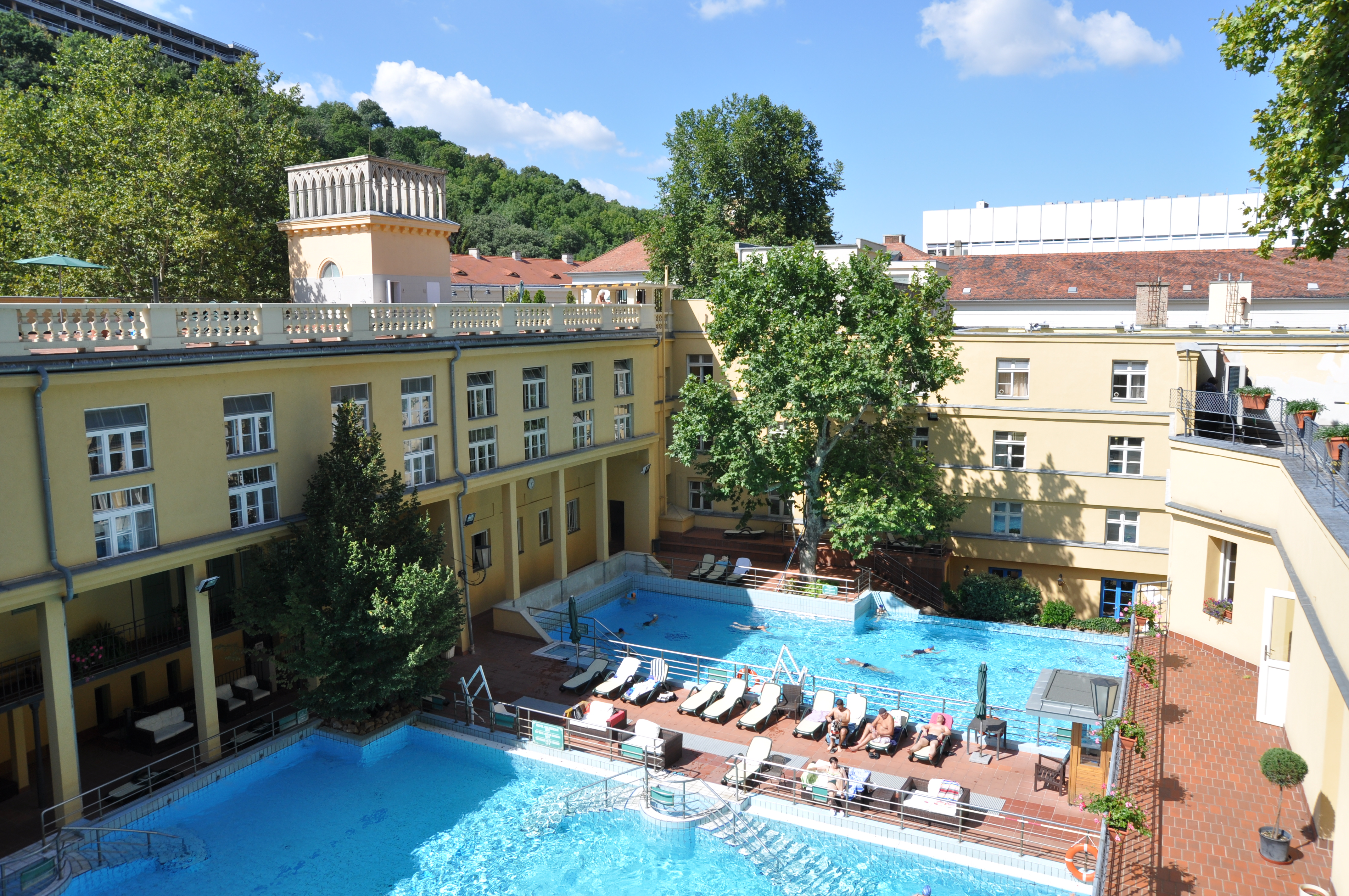
Lukács fürdő, úszómedencék
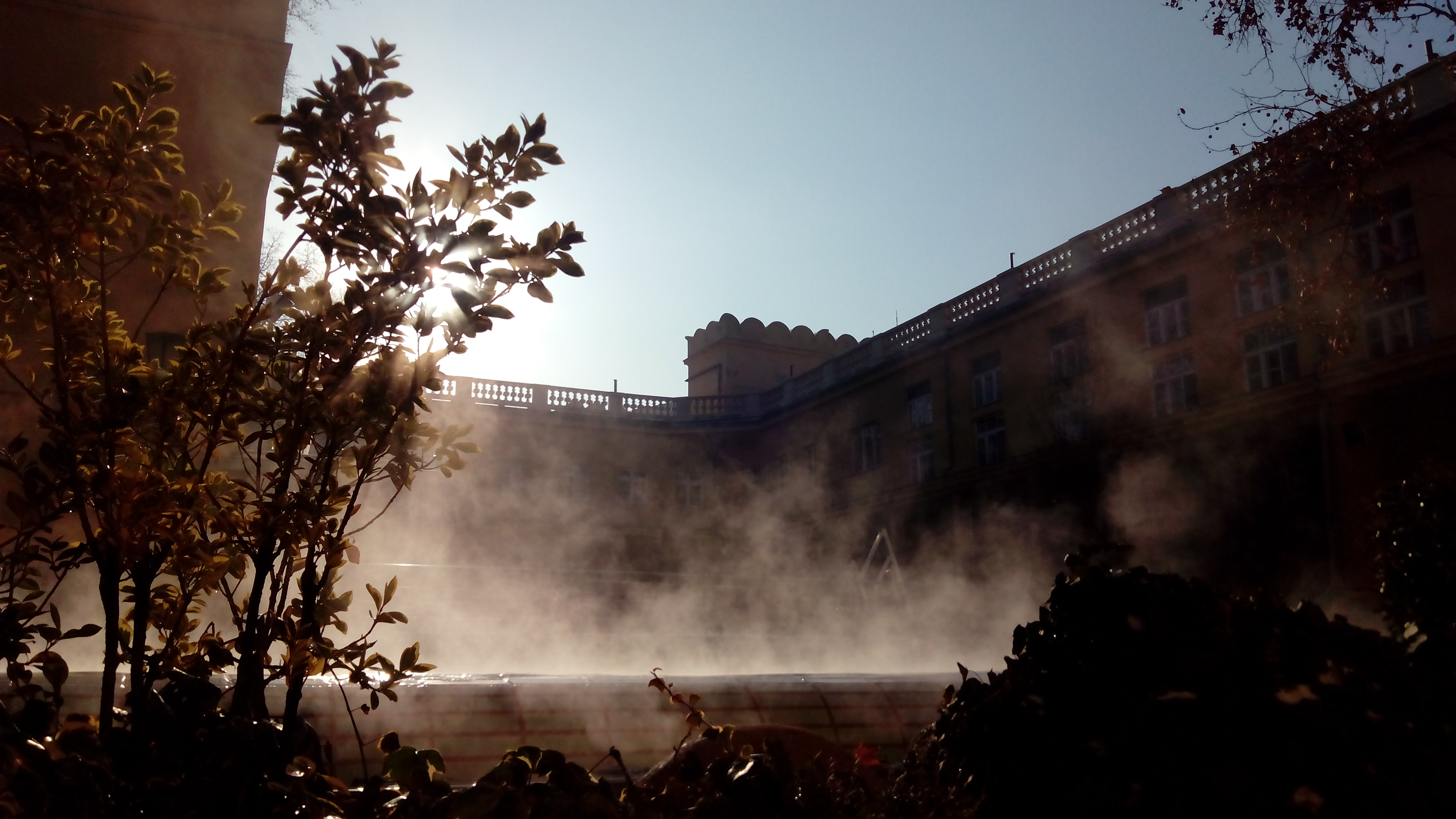
Lukács fürdő, 26 ℃ fokos medence
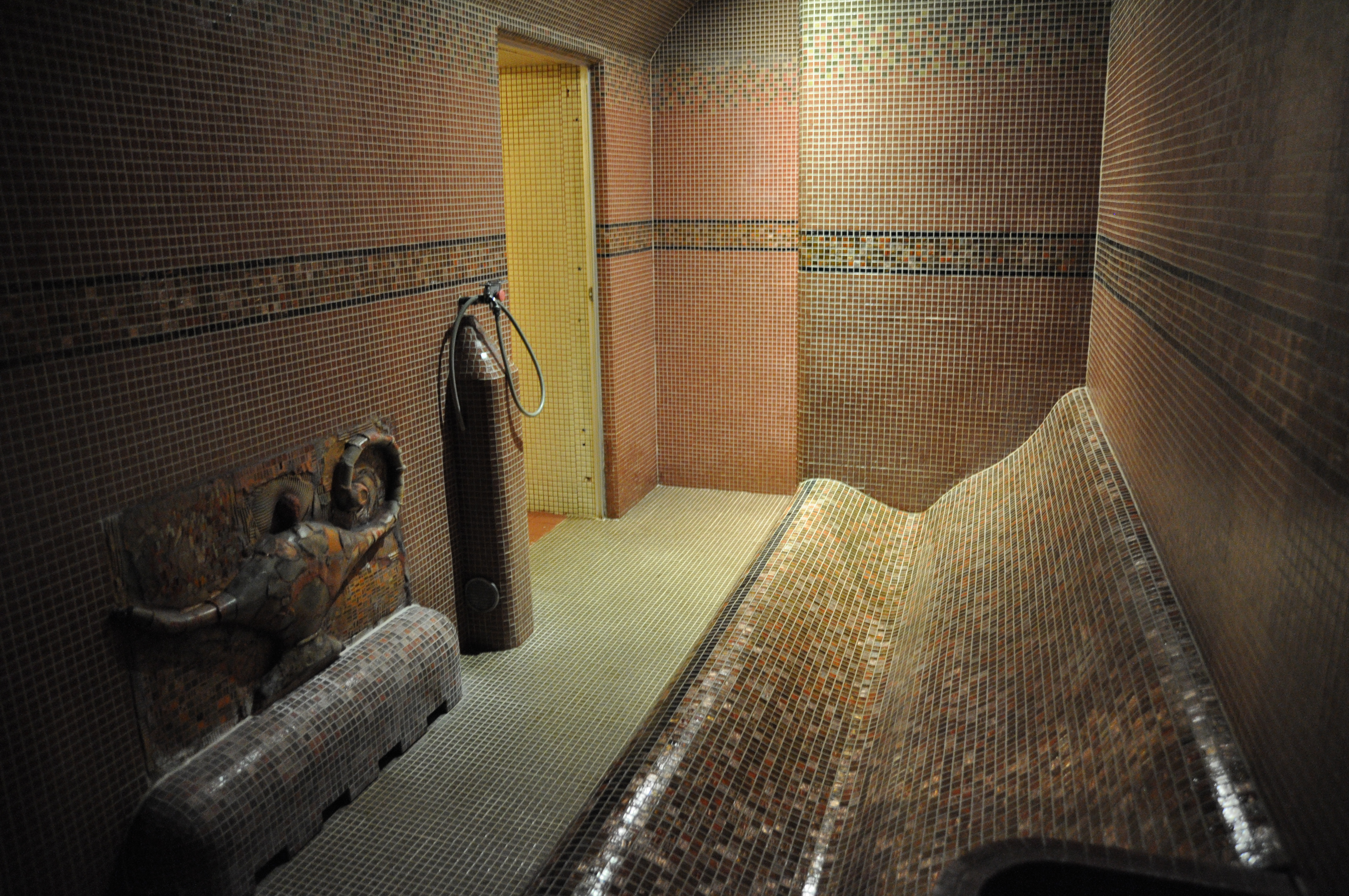
Lukács fürdő, gőzkabin
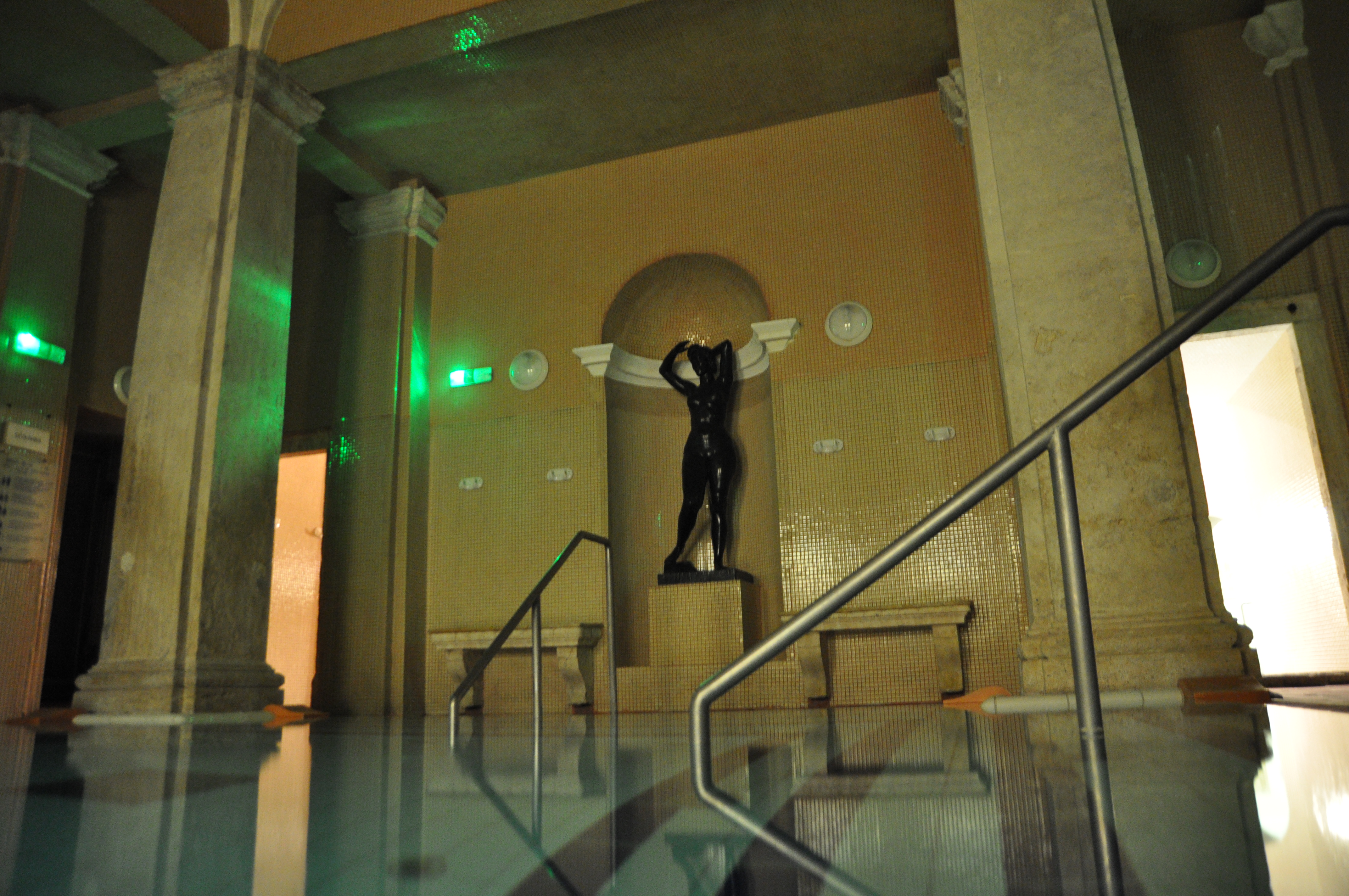
Lukács fürdő, termál medence
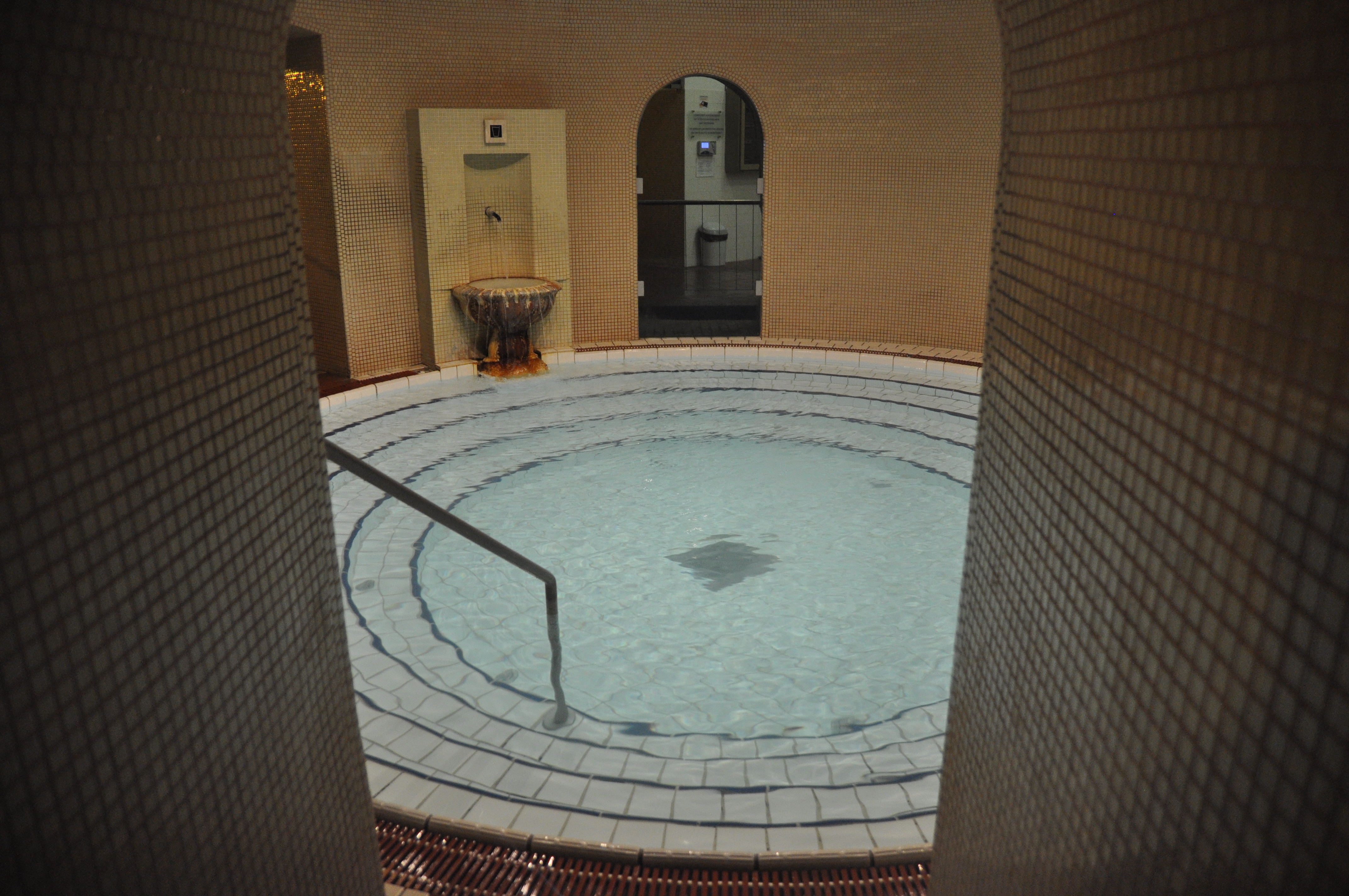
Lukács fürdő, termál medence

## Filmhíradó felvételek Budapest gyógyfürdőiről
- A Gellért fürdő és a fürdő télikertje egy 1918-as némafilmen
- A Gellért fürdő pezsgőfürdőjének megnyitása – 1934[halott link]
- A Rudas fürdő átadási ünnepsége – 1937[halott link]
- Felvételek a Gellért fürdőről – 1941[halott link]
- Budapest fürdőváros – 1946[halott link]